# Europäisches Nordmeer

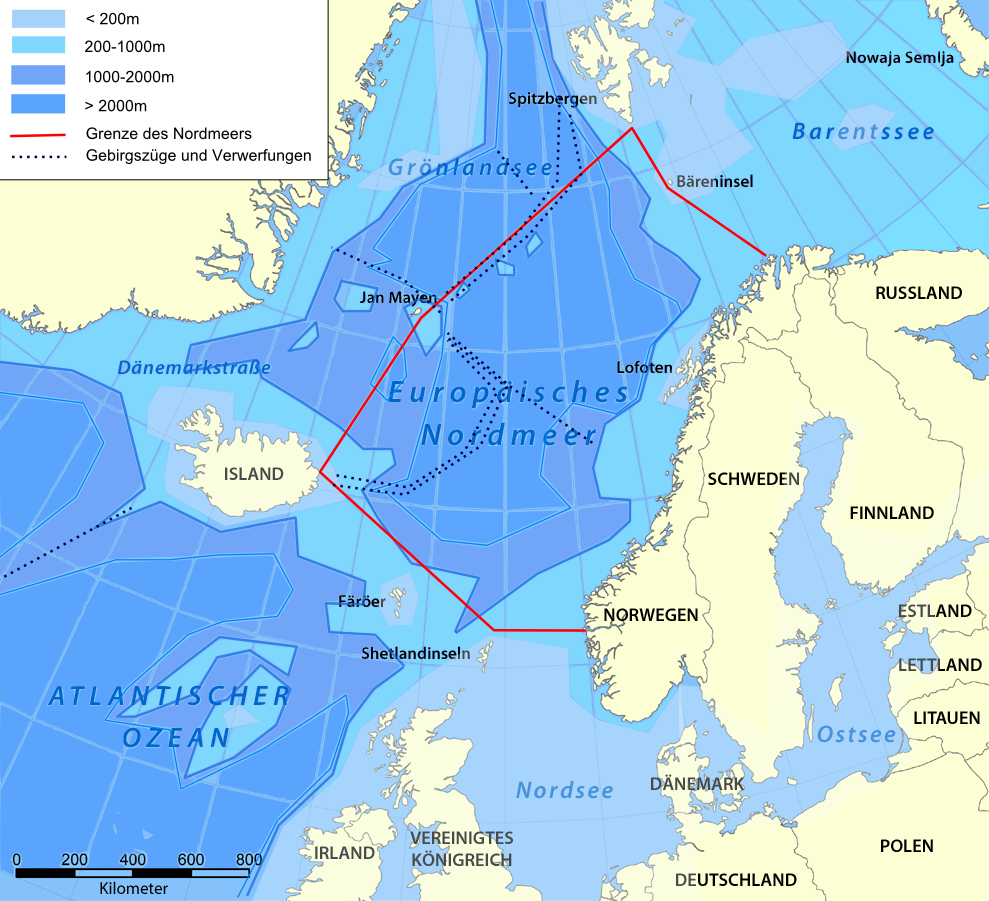
Die Grenzen des Nordmeers, mit Meerestiefen und Schwellen

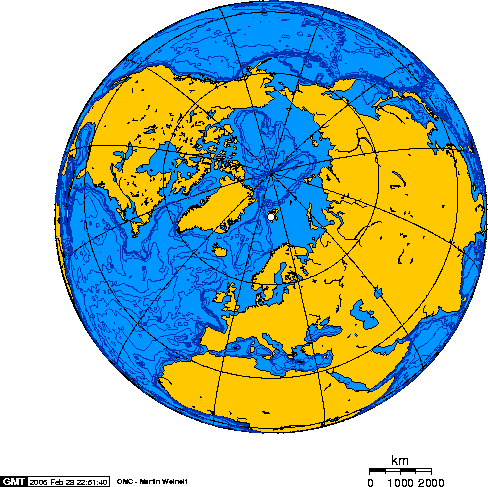
Das Nordmeer verbindet Atlantik und Arktischen Ozean

Das Europäische Nordmeer (auch Norwegische See, Norwegisches Meer, altertümlich Skandinavische See, norwegisch Norskehavet, englisch Norwegian Sea) ist ein Randmeer des Atlantischen Ozeans. Es bildet die wichtigste Verbindung zwischen dem offenen Nordatlantik und dem Arktischen Ozean. Das Meer liegt zwischen Norwegen, Island und der Inselgruppe Spitzbergen (Svalbard) und bedeckt eine Fläche von rund 1,1 Millionen km². Anders als die im Süden anschließende Nordsee und die Barentssee im Nordosten ist das Europäische Nordmeer dabei kein Schelfmeer, sondern erreicht Tiefen von bis zu 4000 Metern. Der Meeresgrund ist von einer sehr unebenen Bodengestalt und reich an Erdgas und -öl, die Küstenzonen dienen zahlreichen Fischen des Nordatlantiks als Laichgebiet.
Der Nordatlantikstrom sorgt für gleichmäßige Temperaturen das ganze Jahr über, die etwa 10 Grad über dem Schnitt des Breitengrades liegen. Zusammen mit der benachbarten Grönlandsee bildet das Nordmeer den Entstehungsort des Nordatlantischen Tiefenwassers: warmes, salzhaltiges Wasser kühlt hier ab und sinkt in die Tiefe. Es ist damit ein entscheidender Ort für die Entstehung und Aufrechterhaltung der thermohalinen Zirkulation.

## Geographie

### Lage und Größe
Das Nordmeer nimmt das südöstliche Tiefseebecken im Meeresbereich zwischen Grönland und Skandinavien ein, das nordwestliche bildet die Grönlandsee. Im Südwesten begrenzt eine Linie von Gerpir, dem östlichsten Punkt Islands, über die Färöer auf 61 Grad Nord, 0,53 Grad West das Meer gegenüber dem offenen Nordatlantik. Dort folgt die Grenze dem 61. Breitengrad bis zur norwegischen Küste. Diese Linie bildet die Grenze zur Nordsee. Im Südosten begrenzt die norwegische Küste zwischen 61. Breitengrad und dem Nordkap das Nordmeer. Traditionell wird die Grenze zur Barentssee durch eine Linie vom Nordkap zur Bäreninsel und von dort zum Sørkapp, dem südlichsten Punkt von Spitzbergen, definiert. Der Abhang, der das Tiefseebecken vom Schelf der Barentssee trennt, verläuft allerdings etwa entlang 16 Grad Ost nach Norden, bis er auf Spitzbergen trifft. Er befindet sich also in seinem südlichen Teil viele Kilometer südwestlich der traditionellen Grenze. Im Norden schließlich verläuft sie von Spitzbergen über Jan Mayen bis nach Gerpir und folgt dabei der Tiefseeschwelle, die norwegisches und grönländisches Tiefseebecken trennt.
Das Nordmeer hat etwa 1,1 Millionen km² und ein Volumen von etwa 2 Millionen km³, ist im Schnitt also knapp 2000 Meter tief.
Unterseeische Schwellen und Kontinentalhänge trennen die Tiefseebecken des Nordmeeres von den angrenzenden Meeresgebieten. Nach Süden liegt die Nordsee auf dem europäischen Kontinentalschelf, nach Osten liegt die Barentssee auf dem eurasischen Kontinentalschelf. Nach Westen grenzen die südlichen Teile des Grönland-Schottland-Rückens den Nordatlantik ab. Der Rücken ist nur 500 Meter tief, nur an wenigen Stellen erreicht er bis zu 850 Meter. Nach Norden schließlich liegen die Jan-Mayen-Schwelle und die Mohns-Schwelle, die in einer Tiefe von rund 2000 Metern liegen. Diverse Gräben weisen Satteltiefen von bis zu 2600 Metern auf.

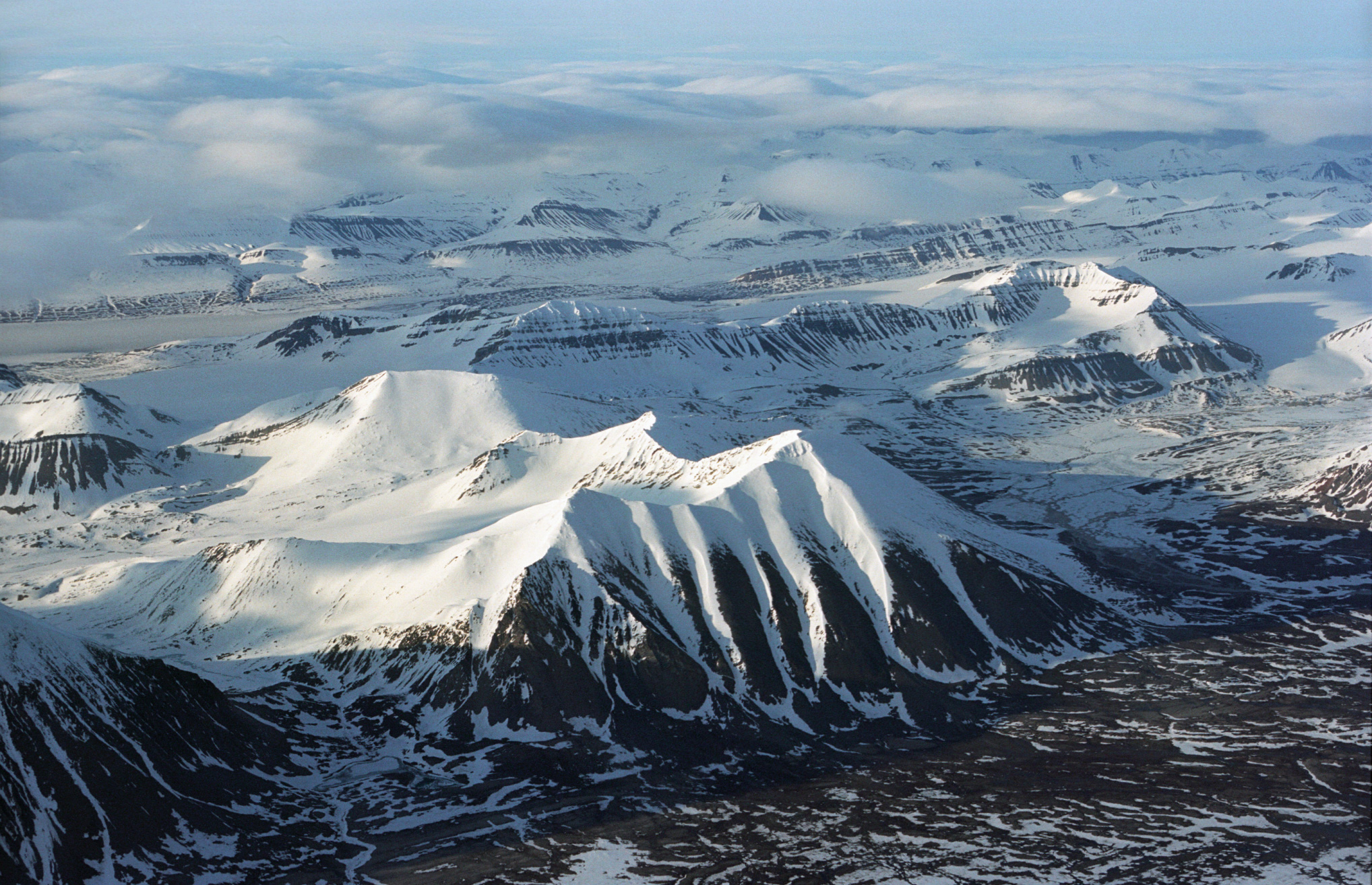
Nordgrenze: Spitzbergen
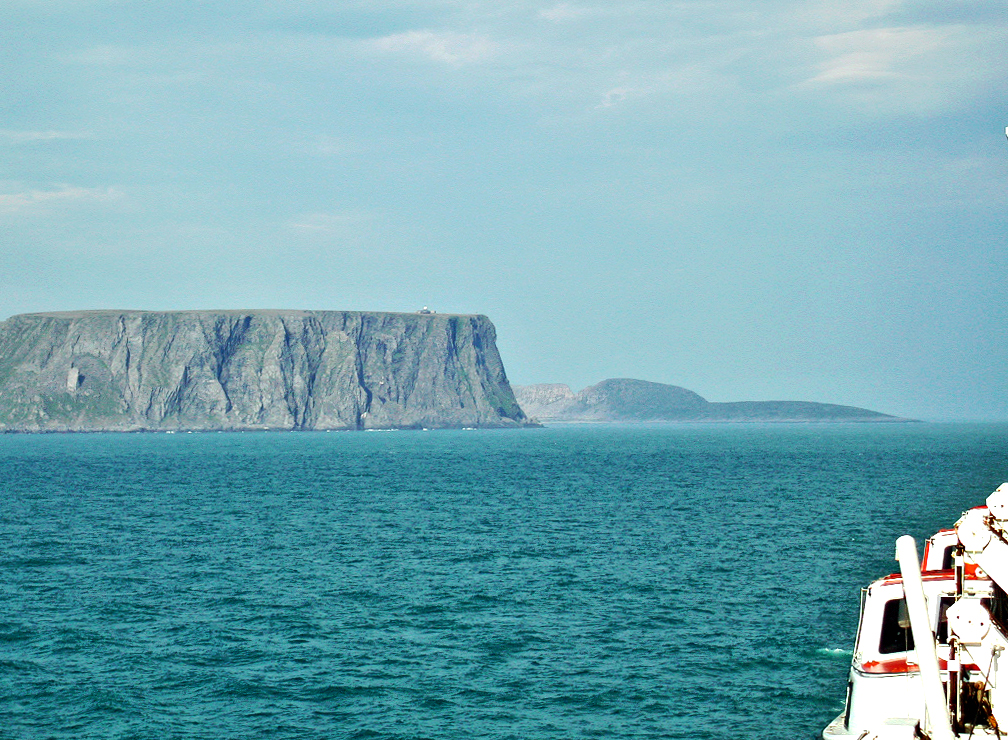
Ostgrenze: Nordkap
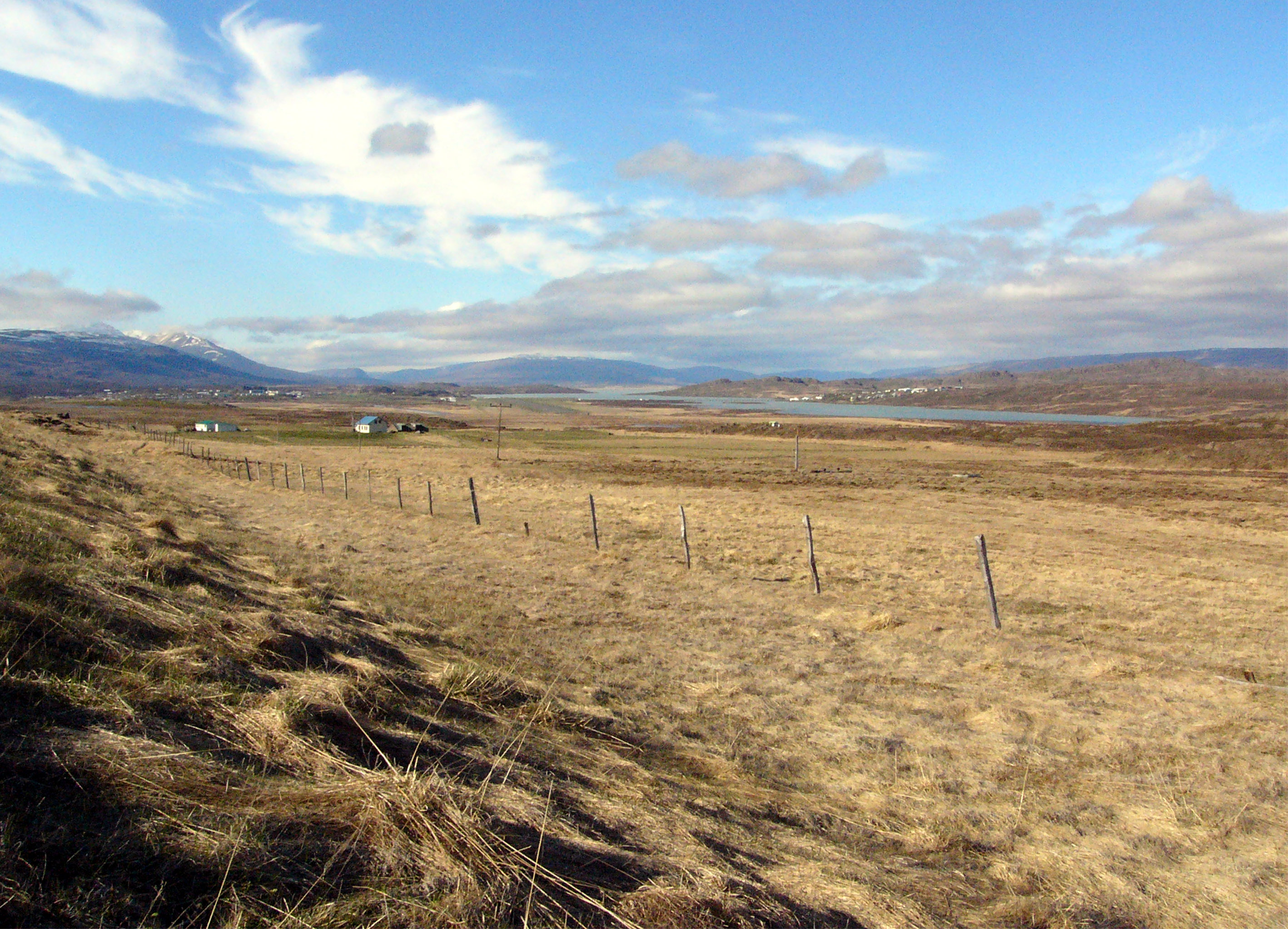
Westgrenze: Ostisland

### Entstehung und Gestalt

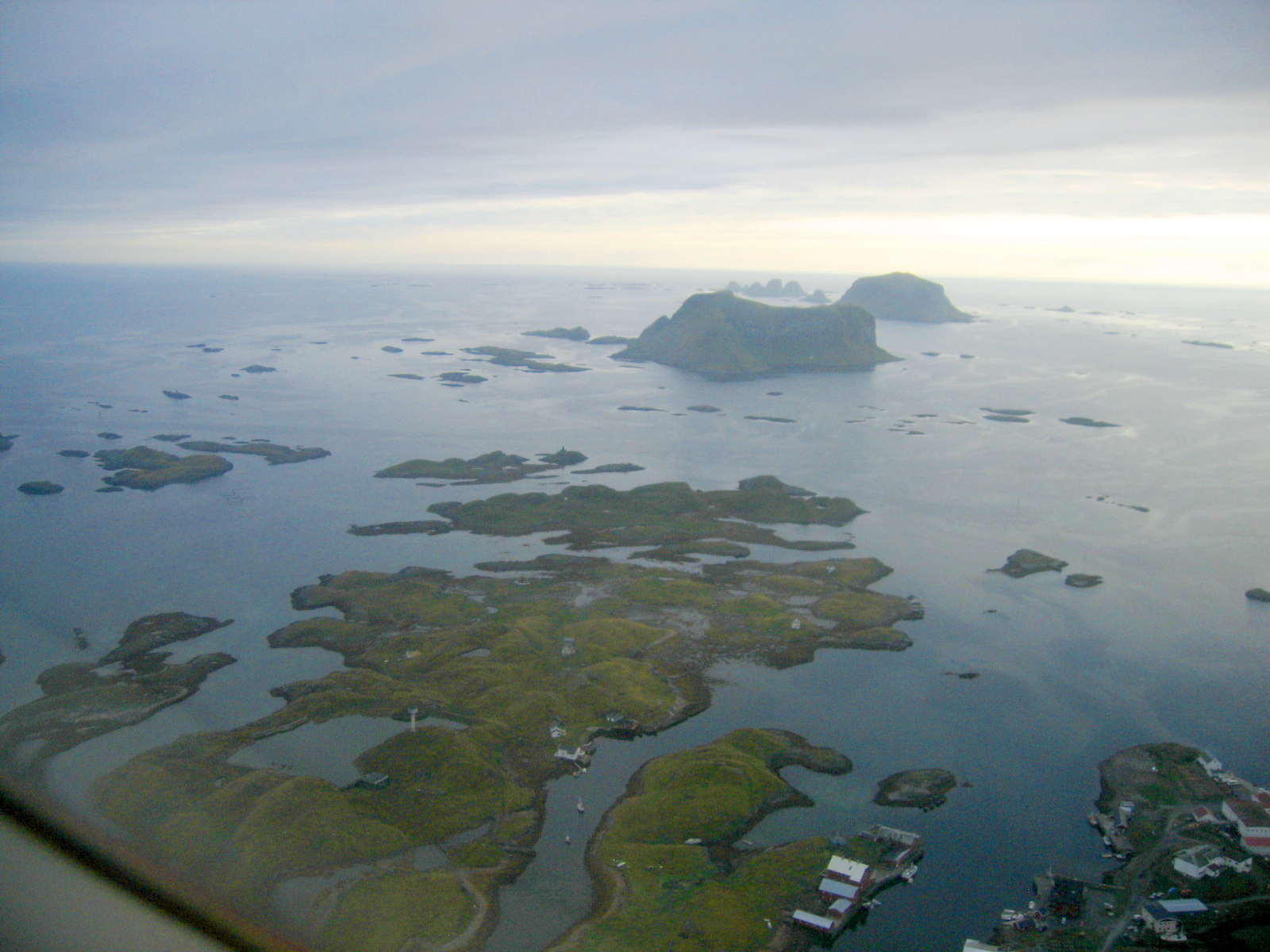
Røst, Lofoten

Das Europäische Nordmeer entstand vor etwa 250 Millionen Jahren, als sich die Eurasische Platte mit Norwegen und die Nordamerikanische Platte mit Grönland auseinanderzubewegen begannen. Das vorhandene schmale Schelfmeer zwischen Norwegen und Grönland begann sich zu verbreitern und zu vertiefen.
Der Kontinentalabhang beginnt etwa dort, wo vor 250 Millionen Jahren die Grenze zwischen Norwegen und Grönland lag. Im Norden verläuft er östlich von Spitzbergen, im Südwesten zieht er sich weiter zwischen Großbritannien und den Färöern hin. Teilweise formten ihn große Erdrutsche, wovon insbesondere der Storegga-Rutsch vor 8000 Jahren zu einem gewaltigen Tsunami an den Küsten des Nordmeeres führte. Der Kontinentalhang beherbergt reiche Fischgründe und zahlreiche Korallenriffe.
Die Küsten am Nordmeer sind durch die Eiszeiten der vergangenen drei Millionen Jahre geprägt. Große, mehrere Kilometer hohe Gletscher schoben sich insbesondere in Norwegen ins Meer und formten Täler und Fjorde. Das Material, das sie ins Meer trugen, vergrößerte den Kontinentalschelf vor der Küste und dehnte das Gebiet zwischen Land und Kontinentalhang weiter aus. Besonders deutlich ist dies vor der norwegischen Küste zwischen den Lofoten und der Halten-Bank.
Der norwegische Kontinentalschelf ist zwischen 40 und 200 Kilometern breit und dabei, anders als beispielsweise in der Nord- oder Barentssee, durch die ehemaligen Gletscher geformt. Die unregelmäßigen Bänke und Erhebungen von weniger als 100 Meter sind von zahlreichen Kanälen von bis zu 200 Metern Tiefe getrennt. Zwischen ihnen finden sich oft Gräben und Senken, die bis zu 400 Meter erreichen können. Die Erhebungen zwischen den Gräben befanden sich zum Ende der Eiszeiten oft kurzzeitig oberhalb der Wasseroberfläche oder unmittelbar darunter, so dass ihre Zusammensetzung derjenigen der Küste ähnelt: einer Mischung aus Kies, Sand und Matsch. Feineres Material wie Lehm hingegen ist in die Verwerfungen zwischen den Bänken gesunken und bildet das Material in vielen Gräben. Andere allerdings werden von kraftvollen Strömungen durchzogen, so dass sich keine Sedimente ablagern können; hier herrscht ein Boden vor, wie ihn die Eiszeiten hinterließen, und insbesondere in diesen Gräben haben viele Fische ihren Laichgrund.
In den Tiefen des Nordmeeres befinden sich zwei Tiefseebecken, die durch eine tiefe Schwelle zwischen dem Vøring-Plateau und Jan Mayen getrennt werden. Das südliche Becken ist das größere von beiden und erreicht großflächig Tiefen von 3500 bis knapp 4000 Metern. Das nördliche Becken ist kleiner, erreicht generell 3200 bis 3300 Meter Tiefe, weist aber zahlreiche einzelne Stellen auf, an denen es bis zu 3500 Metern hinuntergeht. Die Schwelle zwischen den beiden Becken ist an der tiefsten Stelle 3000 Meter tief.

### Hydrologie

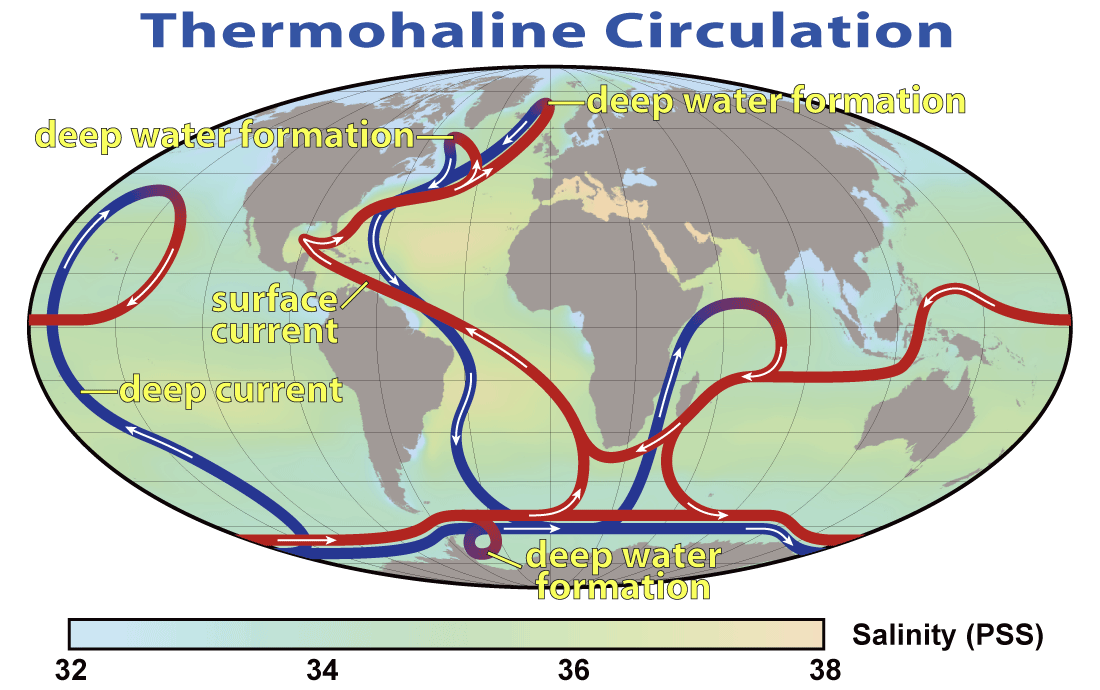
Thermohaline Zirkulation und die Entstehung von kaltem, dichtem Tiefenwasser im Nordmeer

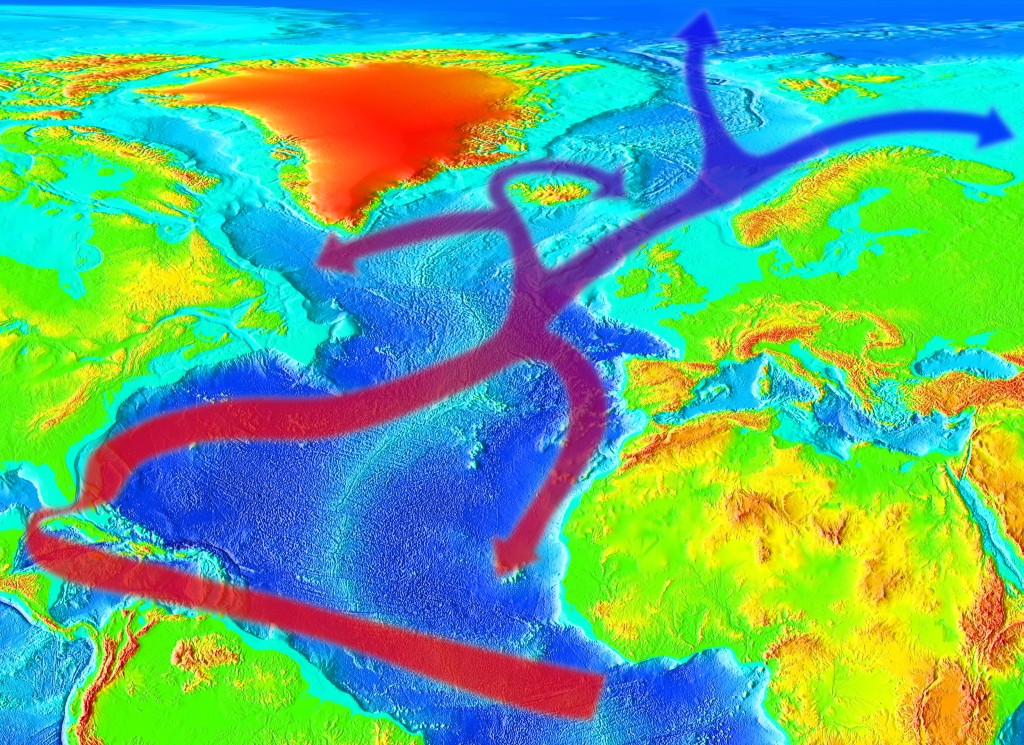
Oberflächenströmungen im Nordatlantik

Im Nordmeer treffen vier Wassermassen aufeinander, die teilweise dem Nordatlantik entstammen, teilweise der Arktis. Sie vermischen sich im Nordmeer und bilden so neue Strömungen, die von grundlegender Bedeutung für das Klima der Arktis ebenso wie für das globale Förderband sind. Aus dem Atlantik kommt der warme, salzhaltige Nordatlantikstrom, aus der Nordsee der warme, aber süßere Norwegische Strom. Von Südwesten fließt der arktische Ostislandstrom in das Nordmeer, dessen Wasser vor allem in den mittleren Wasserschichten zu finden ist. Über die Tiefsee aus der Grönlandsee schließlich kommt arktisches Tiefenwasser, das sich hier zum Norwegischen Tiefenwasser wandelt.

#### Oberflächenströme
Die Hydrologie der oberen Wasserschichten wird maßgeblich durch Wasser aus dem Nordatlantik bestimmt, das mit etwa 10 Sverdrup in das Nordmeer fließt. In seiner Ausdehnung erreicht es die Maximaltiefe mit 700 Metern im Bereich der Lofoten, im größten Teil seiner Ausdehnung nimmt es die oberen 400 bis 500 Meter ein. Vor allem kommt es durch den Färöer-Shetland-Kanal ins Nordmeer und weist eine vergleichsweise hohe Salinität von 35,3 Promille auf. Das Wasser stammt ursprünglich aus dem Nordatlantikstrom, ist aber vor allem über die Biskaya am europäischen Kontinentalabhang entlanggeflossen, wo in südlichen Breiten die Verdunstung zum höheren Salzgehalt geführt hat. Zu geringeren Mengen gelangt aber auch Wasser direkt aus dem Nordatlantikstrom durch den Grönland-Schottland-Graben zwischen den Färöern und Island ins Nordmeer. Das Wasser dort hat eine mittlere Salinität zwischen 35 und 35,2. Die Wassermenge unterliegt dabei starken saisonalen Schwankungen und kann im Winter doppelt so hoch sein wie im Sommer. Das Wasser des Nordatlantikstroms trägt erhebliche Wärmemengen mit sich und sorgt so dafür, dass das Klima in Nordwesteuropa weit wärmer und freundlicher ist als auf denselben Höhen in anderen Gebieten der Welt. Während es in der Shetland-Färöer-Straße noch eine Temperatur von etwa 9,5 °C aufweist, kühlt es bis Svalbard auf etwa 5 °C herunter und gibt diese Energie an die Umgebung ab. Schätzungen gehen davon aus, dass der energetische Gehalt des Atlantikwassers im Nordmeer bei etwa 250 Terawatt liegt.
Wasser aus der Nordsee und damit über einen Umweg auch das Wasser aus der Ostsee und damit ein großer Teil des nordeuropäischen Entwässerungsgebietes fließt entlang der norwegischen Küste nach Norden und in das Nordmeer. Dies stellt im Vergleich zum Atlantikwasser nur eine relativ geringe Menge dar. Das Wasser unterliegt in Temperatur und Salzgehalt starken saisonalen und jährlichen Schwankungen. Langjährige Messungen in 50 Meter Tiefe in Küstennähe erbrachten Höchsttemperaturen von 11,2 °C Wassertemperatur auf dem 63. Breitengrad im September und Minima von 3,9 °C beim Nordkap im März. Der Salzgehalt lag zwischen 34,3 und 34,6. Generell ist der Salzgehalt im Frühjahr am geringsten, wenn die Wassermassen der Schneeschmelze bis in das Meer gelangt sind. Direkt in das Nordmeer fließen die norwegischen Flüsse auf der Nordwestseite des Skandinavischen Gebirges. Im Norden folgt die Wasserscheide zur Ostsee etwa der norwegisch-finnischen und norwegisch-schwedischen Grenze, in Norwegen selbst verläuft sie entlang des Gebirgshauptkamms. Große Flüsse, die ins Meer fließen sind Namsen, Ranelva und Vefsna. Diese sind alle vergleichsweise kurz, gehören jedoch aufgrund des Steigungsregens am skandinavischen Gebirge zu den wasserreichsten Skandinaviens. Trotzdem nimmt auch in den Küstenbereichen im Laufe der Fließrichtung von Süden nach Norden die Temperatur ab und der Salzgehalt zu.
Teilweise fließt das warme Oberflächenwasser aus dem Atlantik weiter und fließt mit dem West-Spitzbergen-Strom ab, über den drei bis fünf Sverdrup über die Grönlandsee direkt in den Arktischen Ozean gelangen und dort große Auswirkungen auf das Klima haben. Weiteres Oberflächenwasser, etwa ein Sverdrup, fließt entlang der norwegischen Küste in Richtung Barentssee. Teilweise kühlt das Wasser im Nordmeer soweit ab, dass es in tiefe Wasserschichten absinkt und dort schon vorhandenes Wasser verdrängt, das wieder in den Nordatlantik fließt.
Das arktische Wasser aus dem Ostislandstrom liegt besonders im südwestlichen Teil, nahe Grönland, an der Oberfläche des Nordmeeres. Auch dieses unterliegt in seinen Eigenschaften vergleichsweise starken Schwankungen. Im langjährigen Mittel liegt die Temperatur unter 3 °C und die Salinität zwischen 34,7 und 34,9 Promille. Den Anteil, den dieses Wasser am gesamten Oberflächenwasser einnimmt, hängt von der Stärke des Ostislandstroms ab, der wiederum stark durch die Nordatlantische Oszillation, den Druckunterschied zwischen Islandtief und Azorenhoch, beeinflusst wird. Je ausgeprägter der Druckunterschied ist, desto stärker ist der Islandstrom und desto mehr arktisches Oberflächenwasser ist im Nordmeer.

#### Tiefseeströme
Mit der Grönlandsee und weiter mit dem Arktischen Ozean ist das Europäische Nordmeer durch die Framstraße verbunden, die in 2600 Meter Tiefe reicht. Das Tiefenwasser des Nordmeeres, das Norwegische Tiefenwasser (NSDW – Norwegian Sea deep water) in Tiefen größer als 2000 Meter ist ein nahezu homogener Wassertyp mit einer Salinität von 34,91, der nur geringen Austausch mit den benachbarten Meeren aufweist. Die Temperatur liegt unter 0 °C und sinkt bis zum Meeresgrund bis zu −1 °C. Wasser fließt dort vor allem aus der Grönlandsee durch einen Kanal mit etwas mehr als 2000 Meter Tiefe nördlich von Jan Mayen hinein. Durch Temperatur- und damit Dichteänderungen in den Wasserschichten kam es in den vergangenen Jahren teilweise zu einer umgekehrten Fließrichtung im Kanal. Im Vergleich zu den umliegenden Meeren und deren Tiefwassergebieten weist das Europäische Nordmeer in den Tiefen den höchsten Anteil an Nährstoffen, aber den niedrigsten an Sauerstoff und menschlich erzeugten Spuren auf, so dass das Nordmeertiefenwasser das älteste der Gegend ist.
Den Tiefenwasseraustausch mit dem Atlantik begrenzt der vergleichsweise flache Grönland-Schottland-Rücken zwischen Schottland und Grönland, der ein Ausläufer des Mittelatlantischen Rückens ist und nur vergleichsweise geringe Tiefen zulässt. Nur an vier Stellen ist der Grönland-Schottland-Rücken tiefer als 500 Meter. Dies sind der Färöer-Bank-Kanal (etwa 850 Meter), einzelne Stellen des Island-Färöer-Rückens (etwa 600 Meter), der Wyville-Thomson-Rücken (620 Meter) und die zwischen Grönlandsee und Atlantik gelegenen Dänemarkstraße (850 Meter). Auch dort aber liegt er mit höchstens 850 Metern Tiefe weit oberhalb der Bereiche des Nordmeertiefenwassers, das so kaum direkten Austausch mit dem Atlantik hat. Hier fließt das kalte, dichte, abgesunkene Wasser aus Nordmeer und Grönlandsee in den Atlantik zurück. Durch den Färöer-Bank-Kanal fließt etwa 1,9 Sverdrup kaltes Tiefenwasser in den Atlantik zurück, über verschiedene Stellen im Island-Färöer-Rücken 1,1 Sverdrup und über den Wyville-Thomson-Rücken weitere 0,1 Sverdrup. Durch die Turbulenzen, die entstehen, wenn das Tiefenwasser hinter dem Grönland-Schottland-Rücken in die Tiefen des Atlantikbeckens stürzt, vermengt es sich mit anliegenden Wasserschichten und bildet das Nordatlantische Tiefenwasser, eine der beiden wichtigen Tiefseeströmungen, die das globale Förderband am Laufen halten und die Tiefsee mit Sauerstoff versorgen.

### Klima

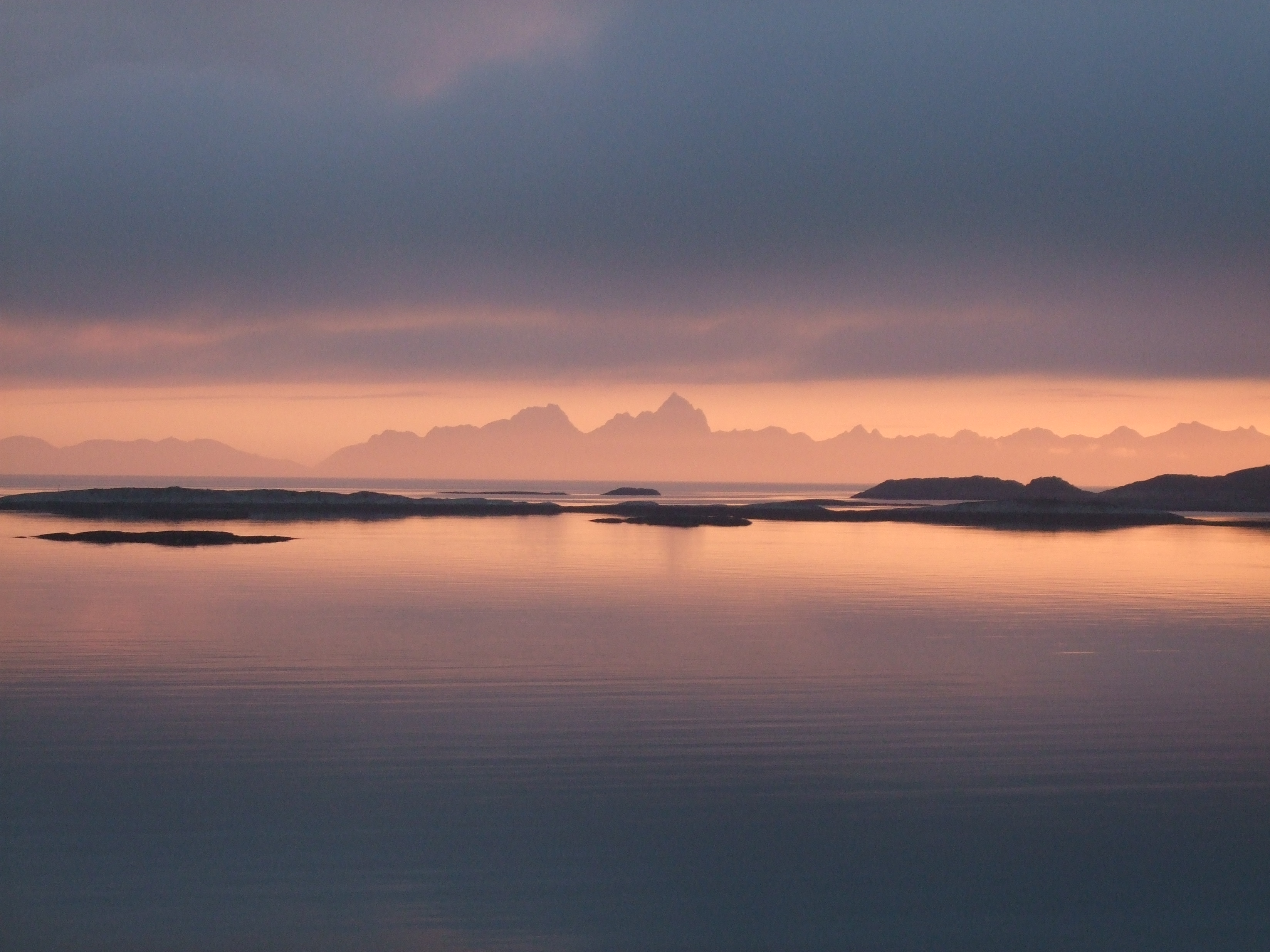
Mitternachtssonne über den Lofoten

Als „Pumpe“ der thermohalinen Zirkulation spielt das Nordmeer eine wichtige Rolle für das Weltklima. Das Meer ist deshalb Gegenstand zahlreicher Untersuchungen. Das regionale Klima kann deutliche Abweichungen zu Durchschnitten andernorts aufweisen. Im Bereich des Meeres und der Küsten liegen die Temperaturen im Schnitt 10 °C über dem Durchschnitt dieser Breitengrade und auch im langjährigen Vergleich treten Unterschiede auf. So lag die Temperatur in den Jahrzehnten zwischen 1920 und 1960 weltweit deutlich über dem langjährigen Durchschnitt, im europäischen Nordmeer jedoch deutlich darunter. Gleichzeitig nahm die Sturmhäufigkeit in dieser Zeit stark ab. In den 120 Jahren, seit denen es detaillierte Aufzeichnungen gibt, waren die 1880er die stürmischste Periode, das Niveau hielt sich etwa bis 1910, bevor die Häufigkeit bis in die 1960er deutlich abnahm. Seitdem ist die Sturmhäufigkeit wieder auf das Niveau der 1900-Jahrhundertwende gestiegen.
Im Gegensatz zur Grönlandsee (und anderen Meeren der Arktis) ist das Nordmeer generell ganzjährig eisfrei. Gerade in den Wintermonaten bildet es so einen wichtigen Faktor des arktischen Klimas, wenn sehr kalte Luft über das vergleichsweise warme Meer gelangt und in größerem Rahmen Konvektion entsteht. Etwa an der nördlichen Grenze des Nordmeers verläuft die 10-Grad-Celsius-Isotherme, südlich der der wärmste Sommermonat eine Durchschnittstemperatur von über 10 °C hat und die oft als Südgrenze der Arktis angenommen wird. Das Nordmeer hat im Winter generell den niedrigsten Luftdruck in der gesamten Arktis und ist so regelmäßiges Entstehungsgebiet von Tiefdruckgebieten, den Islandtiefs. Teilweise können hier Polartiefs entstehen, mit gravierenden Auswirkungen auf die Küsten Nordwesteuropas.

## Fauna und Flora
Die Biodiversität im Europäischen Nordmeer wird beeinflusst vom Übergang zwischen borealer Zone und arktischen Bedingungen, so dass Lebewesen beider Klimabereiche im Nordmeer vorkommen. Die südliche Verbreitungsgrenze vieler arktischer Arten liegt im Bereich Nordkap, Island und der Mitte des Nordmeers, während die nördliche Grenze borealer Arten an der Grenze Grönlandsee/Nordmeer beziehungsweise Barentssee/Karameer liegt. Einige, wie die Muschel Chlamys islandica oder die Lodde, haben sich auf den Bereich zwischen Atlantik und Arktis spezialisiert.

### Plankton und Bodenlebewesen
Was Zahl und Masse des Lebens angeht, konzentriert es sich im Nordmeer wie überall im Meer in den oberen Wasserschichten. Schätzungen für den ganzen Nordatlantik gehen davon aus, dass nur 2 Prozent der Primärproduktion Tiefen von 1000 Meter und mehr erreichen, nur 1,2 Prozent gelangen auf den Meeresboden.
Die Blüte des Phytoplanktons, gekennzeichnet durch die maximale Chlorophyllkonzentration, findet im Schnitt am 20. Mai statt, verschiebt sich dabei von Süden nach Norden von Mitte April bis Mitte Juni. Dominierendes Phytoplankton bilden die Kieselalgen, wobei insbesondere die Gattungen Thalassiosira und Chaetoceros eine wichtige Rolle einnehmen. Nach der Frühlingsblüte bilden Haptophyten der Art Phaeocystis pouchetti die größte Gruppe.

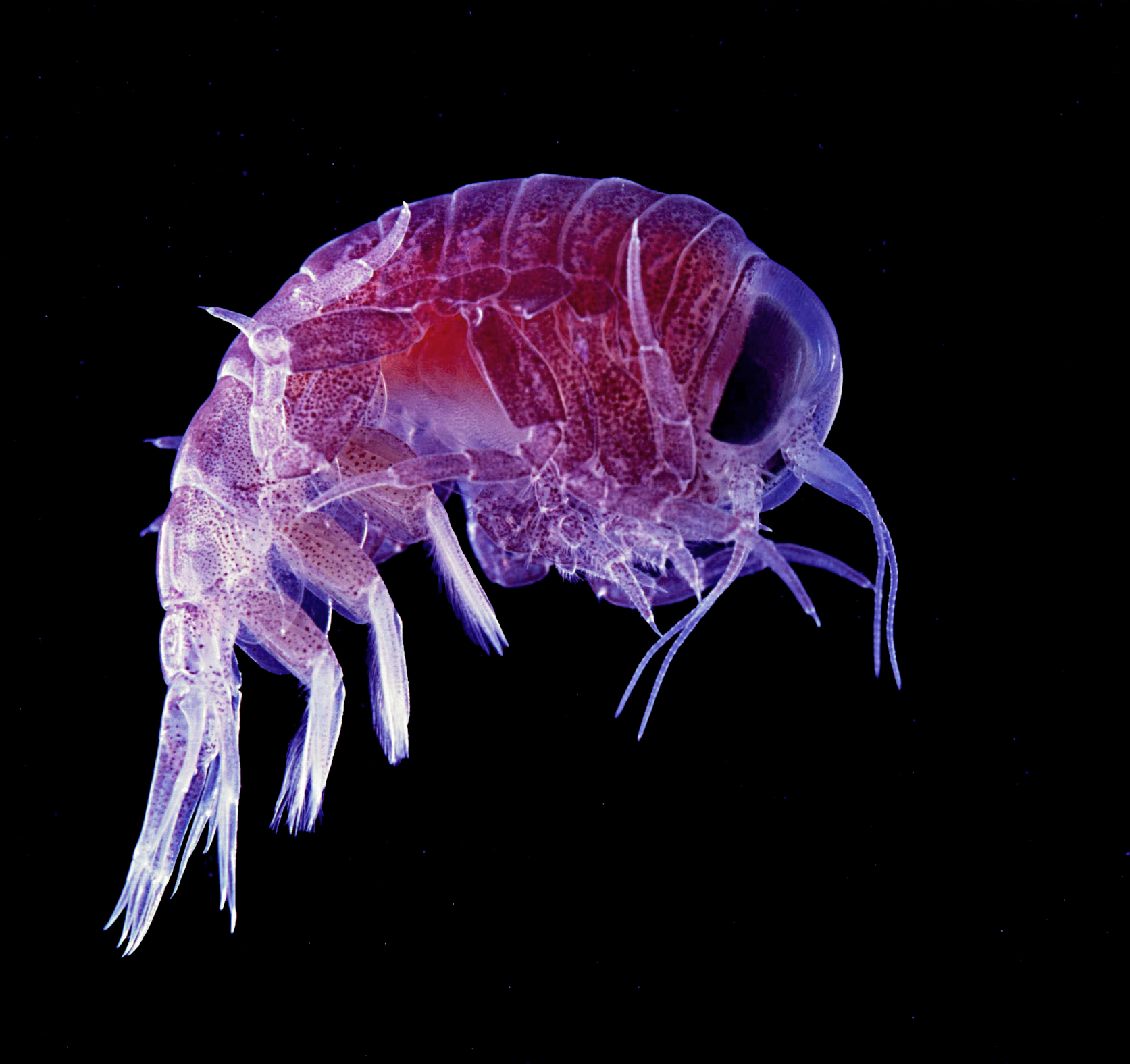
Hyperiidea
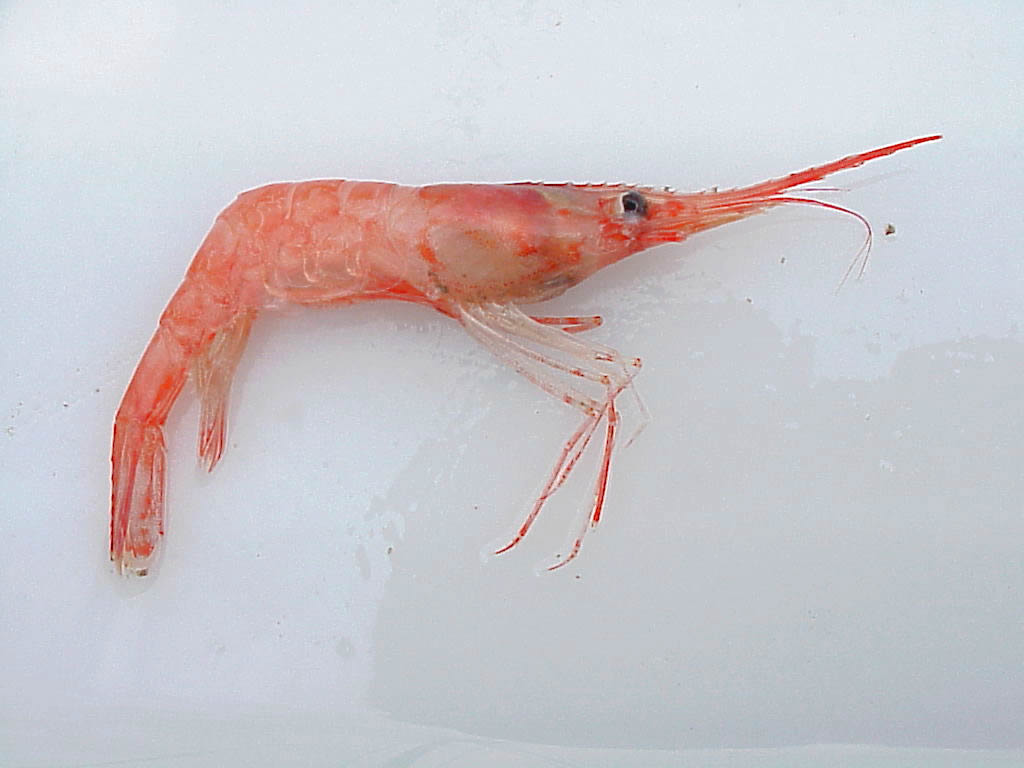
Eismeergarnele
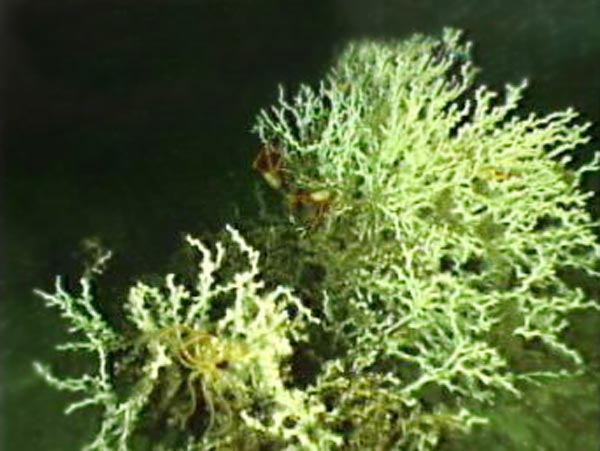
Lophelia pertusa
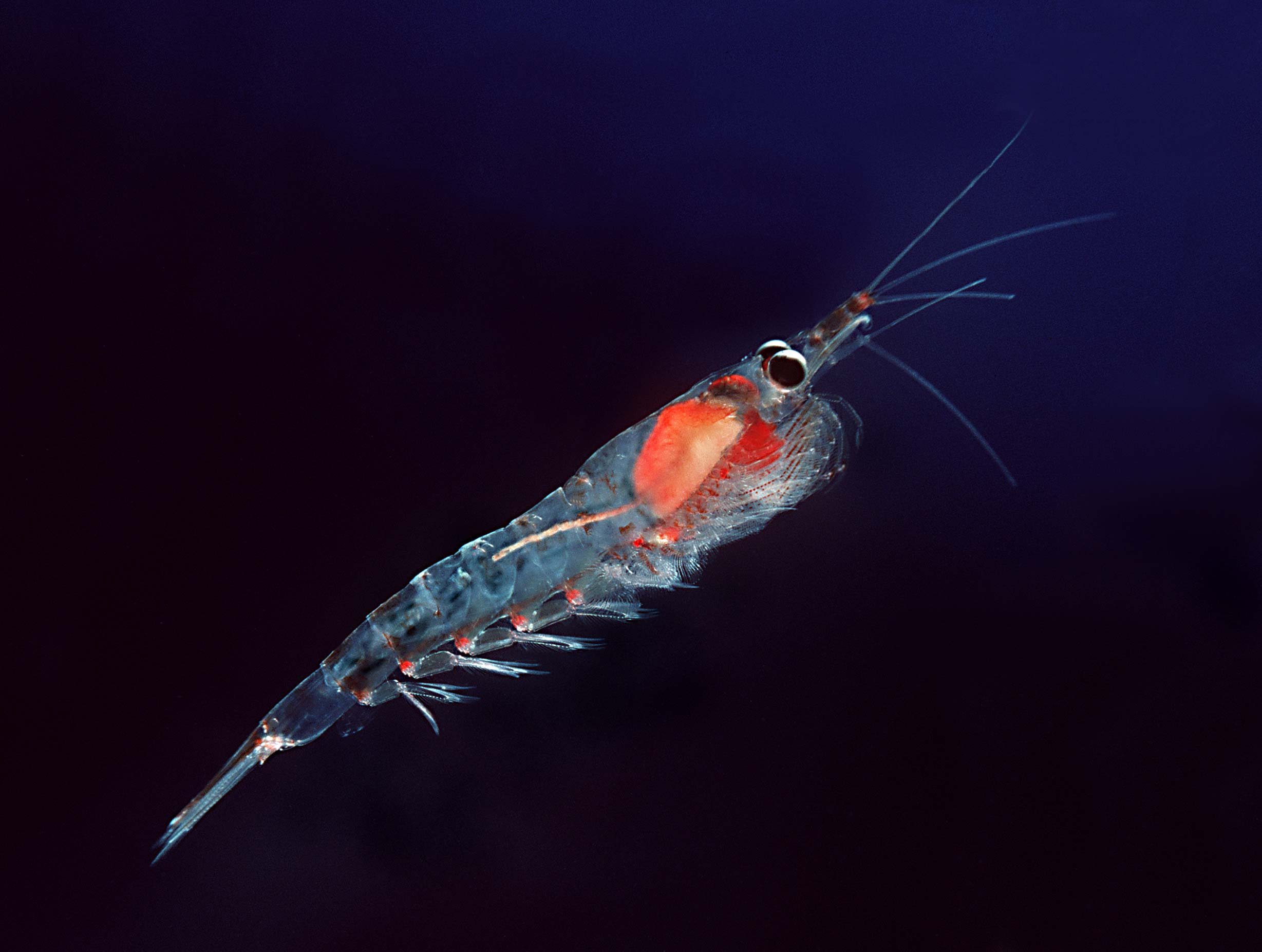
Meganyctiphanes norvegica

Produktivste Tiere im Zooplankton sind Ruderfußkrebse der Gattung Calanus: Calanus finmarchicus und Calanus hyperboreus, wobei C. finmarchicus etwa viermal so häufig wie C. hyperboreus vorkommt und insbesondere im atlantischen Wasser vorherrscht, während C. hyperboreus seinen Verbreitungsschwerpunkt im arktischen Wasser hat. Beide sind jedoch Hauptnahrungsbestandteil vieler Predatoren, so dass der größte Anteil an Biomasse im Nordmeer der Krill bildet. Wichtigste Arten hier sind Meganyctiphanes norvegica, Thyssanoessa inermis und Thyssanoessa longicaudata. Andere wichtige Arten im Bestand sind verschiedene Flohkrebse der Hyperiidea. Im Gegensatz zur Grönlandsee ist kalkiges Plankton (Coccolithophorales, Globigerinida) stark vertreten. Planktonproduktion und -bestand zeigen dabei starke Schwankungen zwischen den Jahren. So produzierte etwa C. finmarchicus im Jahr 1995 28 g/m2 Trockengewicht, zwei Jahre später jedoch nur noch 8 g/m2. Die Zahl der Fische, die sich vor allem von C. finmarchicus ernähren, schwankt dementsprechend ebenfalls stark zwischen den Jahren.
Im Bereich der Bodenlebewesen spielt insbesondere im nördlichen Bereich bei Spitzbergen und am eurasischen Kontinentalschelf im Übergang zur Barentssee die Eismeergarnele eine wichtige Rolle in der Ernährung der Fische, insbesondere von Kabeljau und Blauem Wittling. Ihr Vorkommen konzentriert sich dabei vor allem auf Wassertiefen zwischen 200 und 300 Meter. Eine Besonderheit des Nordmeers sind ausgedehnte Korallenbänke von Lophelia pertusa. Die Art ist zwar in vielen Randgebieten des Nordatlantiks verbreitet, erreicht aber nirgendwo solche Mengen und Konzentrationen wie an den norwegischen Kontinentalabhängen. Diese bilden das Habitat verschiedener Fischarten. Gefährdet sind sie jedoch durch zunehmende Schleppnetzfischerei, die die Korallenriffe zerstören kann. Verschiedene Gorgonien-Gruppen bilden Unterwasserwälder.

### Fische

Heringsschwarm

Die norwegischen Küstengewässer sind wichtigster Laichgrund der Heringspopulationen des Nordatlantik, die hier im März schlüpfen. Die Larven steigen an die Oberfläche und werden von der Küstenströmung nach Norden transportiert. Ein kleinerer Teil verbleibt in den Fjorden und an der Küste Nordnorwegens, der größte Teil verbringt die Sommermonate in der Barentssee, wo er sich vom reichhaltigen Plankton des Meeres ernährt. Mit Erreichen der Geschlechtsreife kehrt er wieder in das Nordmeer zurück. Der Heringsbestand variiert zahlenmäßig stark. Er hatte beispielsweise vor allem aufgrund milderen Klimas in den 1920ern einen Anstieg zu verzeichnen, bevor er in den folgenden Jahrzehnten bis 1970 zusammenbrach. In diesem Fall war allerdings vor allem die Überfischung in den Jahren zuvor verantwortlich. Die Biomasse der jung geschlüpften Heringe sank von 11 Millionen Tonnen im Jahr 1956 auf nahezu Null im Jahr 1970, die wenigen verbliebenen Fische mieden die offene See und pendelten vom Winterquartier in einem großen Fjord nur noch in nahegelegene norwegische Küstengebiete. Der Ausfall des wichtigsten Planktonfressers ebenso wie der wichtigsten Nahrungsquelle für viele Raubfische hatte schwerwiegende Auswirkungen auf das Ökosystem des Nordmeers ebenso wie der Barentssee.

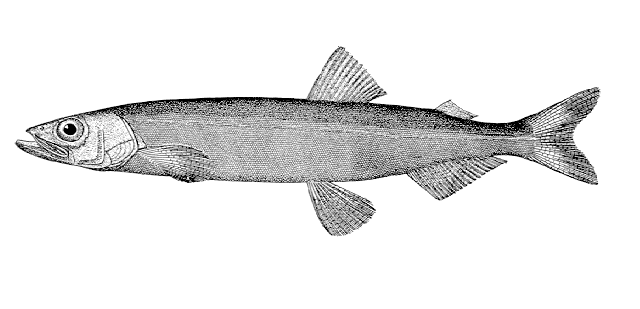
Typischer Bewohner atlantisch-arktischer Übergangsgewässer: Lodde

Erst strengere Umweltrichtlinien und ein wiederum stattfindender Temperaturanstieg haben die Bestände in den Jahren seit 1987 wieder ansteigen lassen. Seit 1990 schwimmt er wieder in größeren Mengen im offenen Meer, ab etwa 2004 gibt es auch wieder Heringsschwärme, die im Nordmeer überwintern. Einher ging diese Rückkehr mit dem Zusammenbruch der Lodden- und Kabeljaubestände. Während die Lodde trotz starker Bejagung vom Verschwinden des Nahrungskonkurrenten Hering profitierte und so kaum Bestandsänderungen zeigte, brachte der Temperaturanstieg in den 1980ern den Fisch fast vollkommen zum Verschwinden. Zum einen nahm die Produktion des Zooplanktons aufgrund der sich ändernden Umweltbedingungen stark ab, zum anderen wuchsen wieder junge Heringe nach, die dem Loddennachwuchs das Plankton wegfraßen und ihn so fast vollkommen zum Erliegen brachten. Gleichzeitig wuchsen etwas größere Lodden so schnell, dass fast die gesamte ältere Population dem Fischfang zum Opfer fiel, in wenigen Jahren brachen die Bestände zusammen. Dadurch fielen die Lodden als Beute des Kabeljaus aus, die Heringe aber waren noch zu klein, um diese ersetzen zu können. So entwickelte der Kabeljau teilweise starke Neigungen zum Kannibalismus und fiel selbst Robben und Vögeln zum Opfer, die ebenfalls unter dem Loddenmangel litten, so dass letztlich auch hier die Kabeljaubestände in kurzer Zeit auf einen Bruchteil einschrumpften.
Profitiert vom extremen Bestandsrückgang des Herings haben der Blaue Wittling (Micromesistius poutassou), der mittlerweile die Rolle des wichtigsten Planktonkonsumenten im Meer einnimmt, und die Lodde. Der Blaue Wittling schlüpft westlich der Britischen Inseln. Die Strömung trägt die Larven in die norwegische See, die Erwachsenen schwimmen ebenfalls dorthin, um dort vom Nahrungsangebot zu profitieren. Die Jungen verbringen den Sommer und den Winter bis zum Februar in den norwegischen Küstengewässern, bis sie zur Fortpflanzung wieder in die Gewässer westlich Schottlands zurückkehren. Der norwegisch-arktische Kabeljau hat sein Hauptverbreitungsgebiet in der Barentssee und im Spitzbergen-Archipel. Im übrigen Nordmeer kommt er nur zur Fortpflanzung vor, sein Laichgebiet liegt bei den Lofoten, die Larven lassen sich wieder mit der Strömung in die Barentssee und nach Svalbard tragen. Andere Fischarten, die die Küstengewässer zum Laichen nutzen, sind Schellfisch und Köhler, kommerziell für den Fischfang wichtig sind große Makrelenschwärme, die ebenfalls westlich der britischen Inseln schlüpfen und das Nordmeer zu Futterwanderungen nutzen. In den Korallenriffen leben verschiedene Arten aus der Gattung Sebastes, der Stachelköpfe, darunter als bekanntester Vertreter der Rotbarsch.

### Andere Meerestiere und Vögel

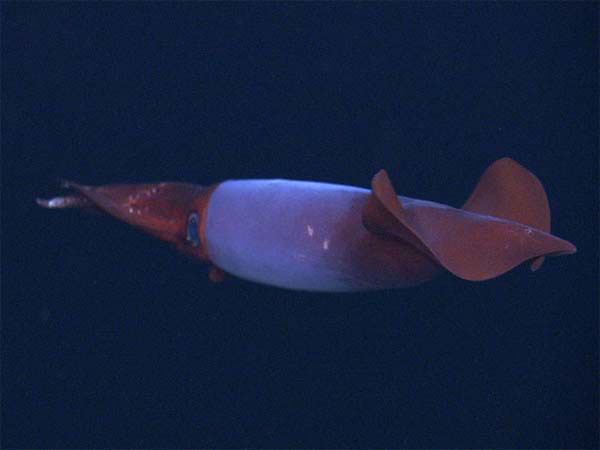
Gonatus fabricii

In den Gewässern kommen Nördliche Zwergwale, Buckelwale, Seiwale und Orcas in nennenswerten Mengen vor. In den Küstengewässern bewegen sich zeitweise Weißschnauzendelfine. Zwergwale sind nach Jahrhunderten der Jagd auf größere Arten mittlerweile die mit Abstand häufigsten Wale im Nordmeer. Abgesehen von den Orcas sind die anderen Arten Wanderer, die in den Sommermonaten kommen, um die Nahrungsproduktion dort zum Fressen zu nutzen. Die Orcas sind eng verbunden mit den Heringsbeständen des Nordmeers und folgen den Heringsschwärmen in ihre Überwinterungsgebiete. Zwergwale werden auch weiterhin von Norwegen und Island bejagt. Bei einem Gesamtbestand von etwa 110.000 Exemplaren im Nordostatlantik erlaubt Norwegen beispielsweise eine Quote von etwa 1.000 zu jagenden Walen im Jahr. Im Gegensatz zum historischen Walfang wird hier primär das Fleisch konsumiert und nicht Fett und Tran.
Grönlandwale, die einst zu den mengenmäßig wichtigsten Planktonfressern im Nordmeer gehörten, sind durch intensiven Walfang im 19. Jahrhundert fast komplett aus dem Meer verschwunden und galten zwischenzeitlich im Nordatlantik ganz als ausgestorben. Ähnlich ging es dem Blauwal, der in großen Beständen zwischen Jan Mayen und Spitzbergen vorkam und von dem es zwischenzeitlich im gesamten Nordatlantik kaum noch Exemplare gibt. In seltenen Fällen sind auch Sichtungen von Nördlichen Entenwalen im Nordmeer bekannt. Weitere Tierarten, die sich von den Fischen im Nordmeer ernähren, sind Robben (Klappmütze, Sattelrobbe) und Kalmare (Gonatus fabricii).
Wichtige Wasservögel Nordnorwegens sind Papageitaucher, Dreizehenmöwe und Trottellumme. Papageitaucher und Trottellummen litten ebenfalls stark unter dem Zusammenbruch der Heringspopulation. Gerade die Papageientaucher auf den Lofoten hatten kaum eine Nahrungsalternative zu den jungen Heringen, in vielen Jahren kam es zu gar keiner Brut, in den meisten anderen überlebten nicht einmal 50 Prozent der Küken.

## Menschen auf und in dem Meer
Der größte Teil des Europäischen Nordmeeres wird von Norwegen oder den anderen Anrainern Island und Dänemark/Färöer als ausschließliche Wirtschaftszone beansprucht. Norwegen beansprucht dabei seit 2004 eine Zwölfmeilenzone als Hoheitsgewässer. Bereits seit 1976 beansprucht der Staat eine ausschließliche Wirtschaftszone von 200 Meilen und somit – aufgrund der norwegischen Inseln Jan Mayen und Spitzbergen – den Südost-, Nordost- und Nordwestrand des Meeres. Der Südwestrand liegt im Bereich von Island und Dänemark/Färöer. Für die wichtigen Heringsbestände sieht der Nordostatlantische Fischereiausschuss (NEAFC) im internationalen Bereich, dem seiner Form nach benannten „Bananenloch“, feste Quoten für verschiedene Anrainerstaaten vor, um die Bestände zu schonen. Mittlerweile ist der Ausschuss auch für andere Fischarten aktiv.
Neben den direkten Auswirkungen insbesondere von Fischerei und Walfang beeinflusst der Mensch das Meer auch indirekt. Obwohl generell gesund, ist auch das Ökosystem Nordmeer nicht nur klimatischem Stress ausgesetzt, sondern auch Opfer von Verschmutzung. Das Europäische Nordmeer ist Ziel von radioaktiven Einleitungen, die über verschiedene Strömungen von den europäischen Küsten in das Nordmeer gelangen. Insbesondere spielt hier der britische Atomkomplex Sellafield eine Rolle, insgesamt gelten die Einleitungen der britischen Atomindustrie als gefährlichste einzelne Schadstoffquelle für das Nordmeer. In Norwegen und seinen Küstengewässern bedrohen vor allem Emissionen der Ölindustrie und die Einleitung von Giftstoffen das Meer. Ebenfalls versenkte die Britische Marine nach den Weltkriegen Munition und chemische Kampfstoffe im Meer. Die genaue Menge und Aufteilung ist unbekannt, sicher ist jedoch, dass ein – vermutlich kleinerer – Teil im Nordmeer landete. Im Bereich des Umweltschutzes fällt das Europäische Nordmeer vor allem in den Bereich des OSPAR-Übereinkommens.

### Fischerei und Walfang

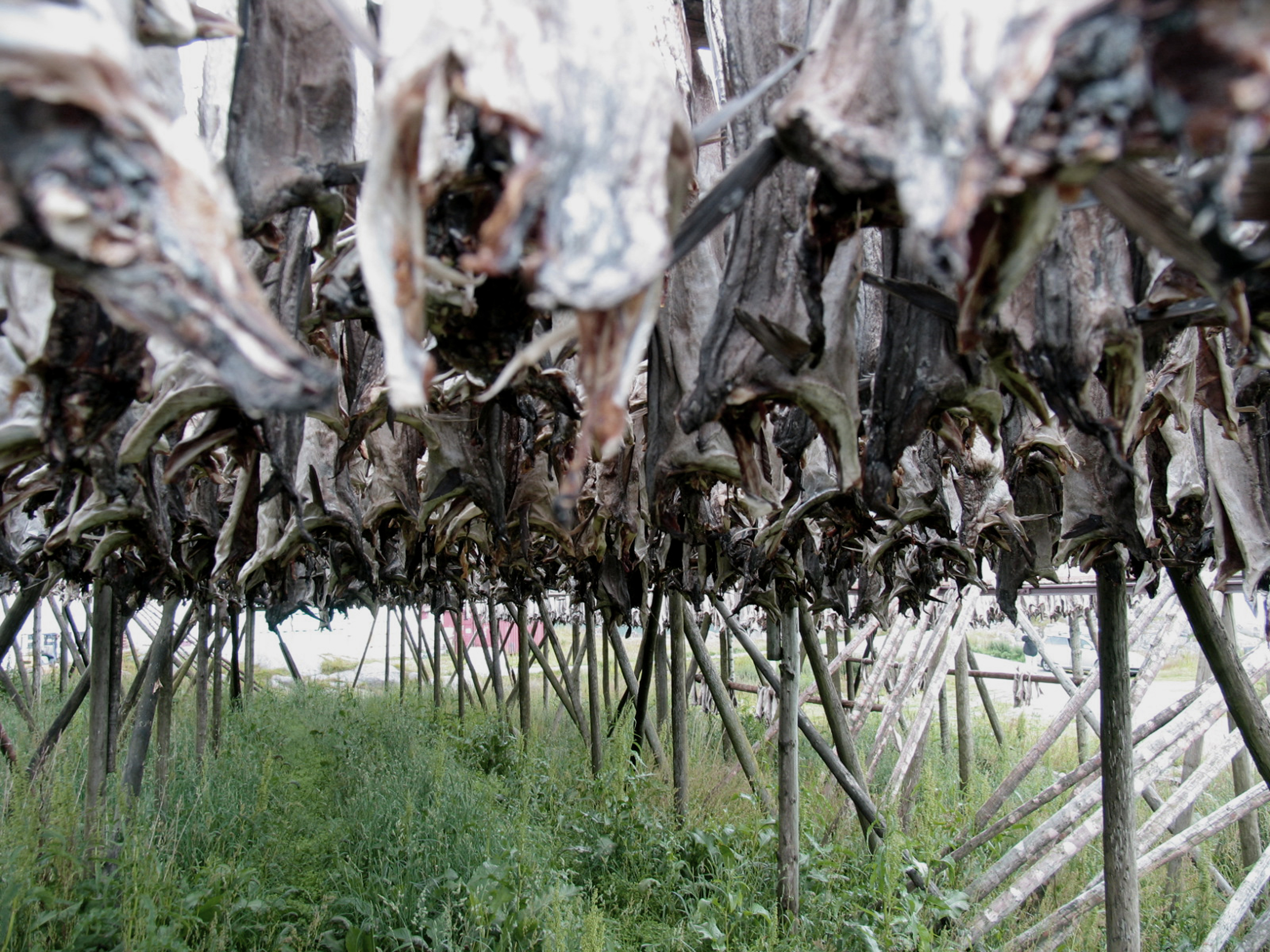
Traditionelles Stockfisch-Gerüst mit Kabeljau

Im Bereich der arktischen Kabeljaubestände teilen sich Norwegen und Russland die Quoten in Nordmeer und Barentssee seit der Einführung der 200-Meilen-Zone. Trotzdem sind die Bestände ebenso wie die darauf folgenden Fangquoten stetig rückläufig, ebenso wie das Regime von einer allgemeinen Quote schrittweise auf detaillierte Vorgaben für jedes einzelne Fischereischiff gewechselt hat.
Der Fischfang auf den Lofoten ist viele hundert Jahre alt. Die eher unfruchtbaren und weit abgelegenen Inseln beherbergen in ihren Küstengewässern eine der reichsten Fischfangregionen Europas. Kabeljaue aus großen Teilen des Atlantiks schwimmen im Winter in die Küstengewässer der Lofoten, um dort zu laichen. Die Fischer fingen sie an Leinen und teilweise mit Netzen, der getrocknete Stockfisch war bis spät ins 19. Jahrhundert eines der Hauptexportgüter Norwegens und mit Abstand der wichtigste Wirtschaftszweig Nordnorwegens. Eine Quelle von 1879 beschreibt die Inseln:

„Im Polarmeer … an der wilden und gefährlichen Küste Norwegens, nahe dem berühmten und gefürchteten Mahlstrom, liegt eine Inselgruppe. Die Inseln haben weder vierbeinige Tiere noch Futter von dem diese leben könnten; aber die See um sie herum wimmelt von Fischen, und die Luft von Wasservögeln. Dort sind wenige menschliche Wesen, außer in der Fischzeit von Februar bis April, wenn 12.000 bis 14.000 Fischer kommen.“

Wegen der Strömungen und vor allem der häufigen Stürme war diese Beschäftigung gefährlich. Schätzungen gehen davon aus, dass ein Drittel der Fischer auf See starb, an einzelnen Sturmtagen wie dem „tödlichen Montag“ 1821 starben mehrere hundert Fischer.

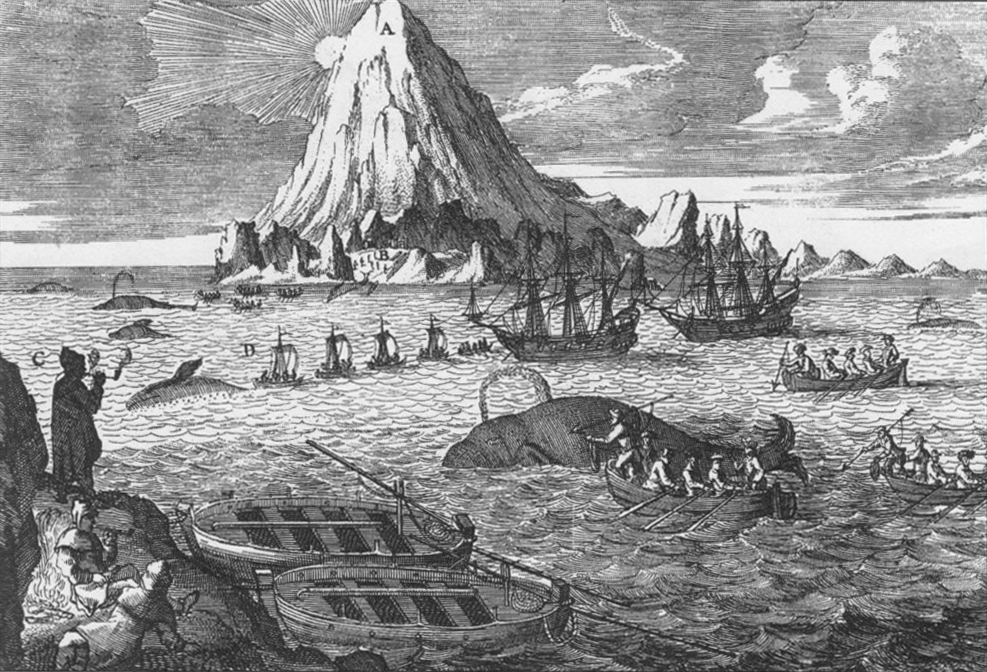
Walfang vor Jan Mayen, Darstellung aus dem 18. Jahrhundert

Historisch bedeutend ist der Walfang. Der Engländer Stephen Bennet begann auf der Bäreninsel die großen Walrossherden zu dezimieren. In den folgenden Jahren stießen Entdecker der britischen Muscovy Company, die eigentlich auf der Suche nach der Nordwestpassage waren, immer wieder auf große Walherden in den Gewässern des Nordmeers. Die Insel Jan Mayen etablierte sich Mitte des 17. Jahrhunderts als wichtiger Ausgangspunkt für niederländische Walfänger in Grönlandsee und Nordmeer. Insbesondere hatten sie es dabei auf den Grönlandwal abgesehen, von dem es zu Beginn des 16. Jahrhunderts schätzungsweise 25.000 Exemplare in den Gewässern zwischen Svalbard und Jan Mayen gab. Ebenso jagten andere Nationen in diesen Gewässern, in der Frühzeit waren dies vor allem Hamburger und Dänen, später dominierten Briten das Feld in dieser Gegend und schließlich entwickelten sich auch die Norweger in der zweiten Hälfte des 19. Jahrhunderts zur Walfangnation. In den 200 Jahren zwischen 1615 und etwa 1820 waren die Gewässer zwischen Jan Mayen, Svalbard, der Bäreninsel und Grönland im Übergang zwischen Nordmeer, Grönlandsee und Barentssee die ertragreichsten Fanggebiete für Bartenwale weltweit. Bereits Anfang des 20. Jahrhunderts jedoch waren die Wale soweit ausgerottet, dass sich Walfang fast nur noch in Spitzbergen lohnte. 1903 startete Christen Christensen die erste Expedition auf den zahlreich vorhandenen Blauwal bei Svalbard und bis 1912 war auch dessen Zahl so dezimiert, dass kommerzielle Ausbeutung nicht mehr lohnend erschien.
Mit fortentwickelter Technik nahm die Zahl der Walfänger ab, die Zahl der Fänge jedoch blieb gleich oder vergrößerte sich. Allein in den 40 Jahren zwischen 1864 und 1904 fingen norwegische Walfänger insgesamt 40.000 Wale. Hierbei handelte es sich in erster Linie um Furchenwale, die vor allem zur Trangewinnung gejagt wurden. Die Zeit zeichnete sich auch dadurch aus, dass die Norweger, allen voran Svend Foyn, hier die technischen Methoden entwickelten, die später Standard im modernen Walfang wurden und so erst zur Bedrohung für den Gesamtbestand wurden. So erlebte die von einer Kanone abgeschossene Harpune mit Explosionskopf ihre Premiere ebenso in Nordmeer/Grönlandsee wie das Fabrikschiff, der feste Öltank, der die einzelnen Fässer ersetzte, sowie die Innovation, den Tran in einem festinstallierten Dampfdruckkocher unter Deck zu kochen.

### Kraken und Mahlstrom

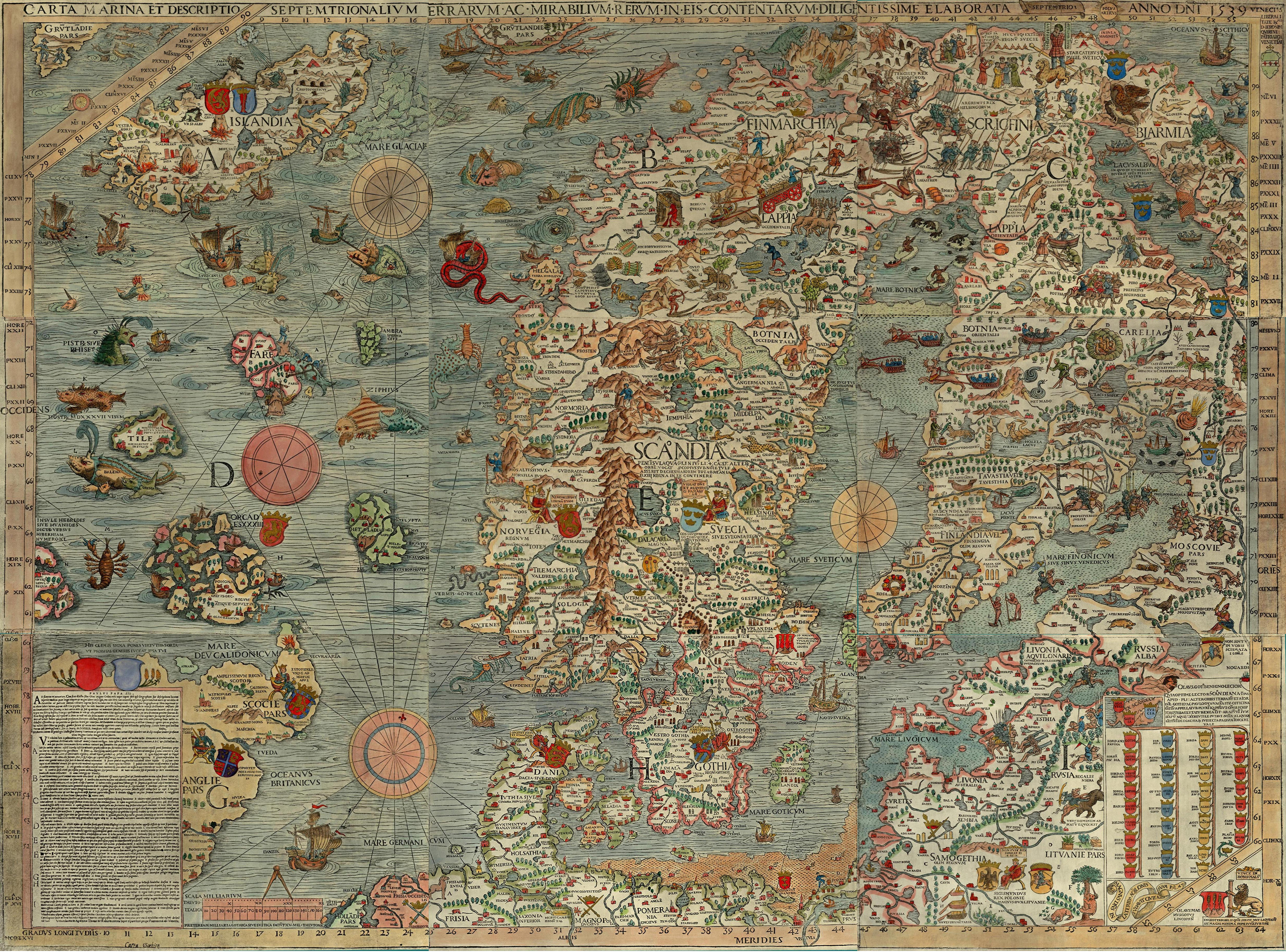
Mahlstrom und andere Monster des Nordmeers auf der Carta Marina von 1539

Das Nordmeer lag über viele Jahrhunderte am Rand der bekannten Welt. Einige eindrucksvolle Legenden des Unbekannten sind in seinen Gewässern angesiedelt. So soll der Kraken sich im Meer aufhalten und Schiffe in die Tiefe ziehen. Noch in der Encyclopædia Metropolitana von 1845 wird er in einem mehrseitigen Beitrag Erik Pontoppidans Beschreibung nach als größtes aller Monster der See beschrieben, das anderthalb englische Meilen Durchmesser und Hörner habe und ein Schiff unter vollen Segeln mühelos in die Tiefe ziehen könne. Die Legende geht vermutlich auf Olaus Magnus’ Geschichtswerk Historia de gentibus septentrionalibus von 1539 zurück, in dem er den Kraken und eine ebenso fürchterliche Riesenschlange des Nordmeers ebenso beschreibt wie den Mahlstrom. Der Kraken taucht berühmt in Alfred Tennysons gleichnamigem Gedicht auf, ebenso wie er eine Rolle im Herman Melvilles Moby Dick spielt, prominent in 20.000 Meilen unter dem Meer vorkommt und heute noch Namensgeber einer Achterbahn in Disney-World ist.
Zwischen den Lofoteninseln Moskenesøy und Værøy liegt der Moskenstraumen, der als Mahlstrom in die europäische Geistesgeschichte einging und Namensgeber für eine ganze Klasse von derartigen Wirbeln wurde. Schon erwähnt in der Edda ist er immer wieder Motiv für Maler und Literaten von Edgar Allan Poe bis Walter Moers. In 20.000 Meilen unter dem Meer setzt ihm Jules Verne ein Denkmal:

„»Maelstrom! Maelstrom!« rief es. Der Maelstrom! Ein schrecklicheres Wort in einer schrecklicheren Lage hätten wir nicht hören können. Wir befanden uns also an dieser gefährlichen Stelle der norwegischen Küste?“

„Bekanntlich bilden die zwischen den Farör- und Loffoden-Inseln eingeengten Gewässer zur Zeit der Fluth einen Strudel mit unwiderstehlicher Gewalt, dem noch niemals irgend ein Schiff entronnen ist. Von allen Seiten des Horizonts her strömen ungeheuerliche Wogen hier zusammen, und die Anziehungskraft dieses Strudels erstreckt sich auf eine Entfernung von fünfzehn Kilometer, so daß nicht allein Schiffe, sondern auch die Wallfische und Eisbären fortgerissen werden.“

„Hierhin war der Nautilus von seinem Kapitän – ohne, oder vielleicht mit Willen – geleitet worden. Er beschrieb eine Spirallinie, deren Umfang stets enger wurde. Mit ihm wurde auch das noch daran befestigte Boot in schwindelhaftem Zug fortgerissen. Todesschrecken befiel uns, im höchsten Grauen stockte das Blut, kalter Schweiß drang auf die Stirne! Und welches Getöse um unser zerbrechliches Boot herum! Ein Brausen, das vom Echo wiederholt gehört wurde. Ein Krachen der Wogen, die sich auf den Felsenspitzen meilenweit brachen im tiefen Grunde, wo die härtesten Körper zerschmettert werden.“

Wenn auch literarisch überhöht, so ist der Mahlstrom aufgrund der besonderen Begebenheiten der Gezeiten, der Lage der Lofoten und der damit einhergehenden Unterwassertopographie tatsächlich einer der größten derartigen Wirbel. Im Gegensatz zu den meisten anderen liegt er auch nicht direkt in einem Kanal oder einer Bucht, sondern in der offenen See. Mit 40 bis 50 Meter Durchmesser kann er gerade die kleinen Fischerboote, die in der Frühen Neuzeit noch auf das Meer hinausfuhren, in Gefahr bringen, zumal der Strudel auch Kabeljaue anzieht, die sich von den aufgewirbelten Kleinlebewesen ernähren, so dass die Boote in die Nähe kommen wollten.

### Entdecker und Ozeanographen

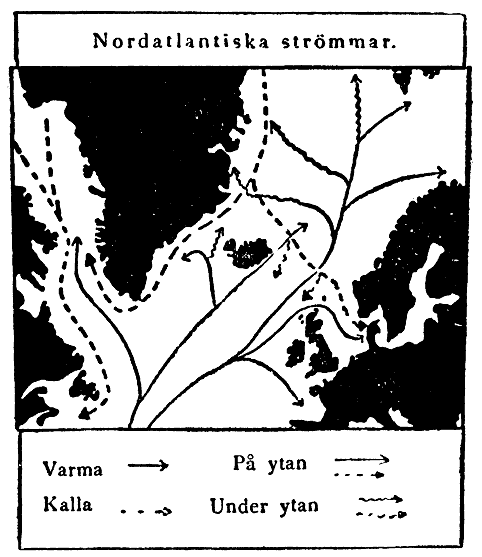
Henrik Mohn entwickelte im späten 19. Jahrhundert im Nordmeer das erste dynamische Strömungsmodell des Ozeans. Hier eine Strömungskarte von 1904 mit Oberflächen- und Unterwasserströmungen.

Die fischreichen Küstengewässer Nordnorwegens sind länger besiedelt als schriftliche Aufzeichnungen zurückreichen. Obwohl deren Bewohner gute Seemänner waren und zur Zeit der Wikinger Island und Grönland besiedelten, so nutzten sie dazu doch primär Routen westlich des Nordmeers durch den Atlantik. Die Siedlungen auf Island und Grönland liegen dementsprechend auch fast ausschließlich an den wärmeren Westküsten der Inseln. Die erste halbwegs zuverlässige Karte Nordeuropas, die Carta marina von 1539, stellt das Nordmeer fast ausschließlich als Küstengewässer dar und zeigt auch nichts nördlich des Nordkaps. Das Nordmeer abseits der Küstenregionen kam im 17. Jahrhundert auf die Landkarte: einerseits als wichtiges Wegstück auf der damals noch zu findenden Nordostpassage, zum anderen als reicher Walfanggrund.
Jan Mayen, 1607 entdeckt, entwickelte sich bereits in den folgenden Jahrzehnten zum wichtigen Stützpunkt niederländischer Walfänger. Der Niederländer Willem Barents entdeckte Svalbard und die Bäreninsel. Walfänger kamen nach Svalbard, ebenso wie sich über mehrere Jahrhunderte russische Walrossjäger, die sogenannten Pomoren, auf Svalbard aufhielten. Die Inseln am Rande des Nordmeers wurden schnell in nationale Interessengebiete aufgeteilt. Zu den Hochzeiten des Walfangs liefen 300 Schiffe jährlich mit 12.000 Mann Besatzung Svalbard an, von denen sich jedoch immer nur ein kleiner Teil gleichzeitig im Hafen befand. Später kamen neben den Walfängern und nach der Nordost- und Nordwestpassage Suchenden noch Arktis- und Polexpeditionen hinzu. Die erste Lotmessung in der Tiefsee weltweit führte 1773 Constantine Phipps an Bord der HMS Racehorse durch, der auf seiner Nordpolexpedition im Nordmeer 683 Faden (1249 Meter) Tiefe maß.
Im späten 19. Jahrhundert begann die ozeanographische Forschung im Nordmeer. Rückgänge bei den Erträgen der Kabeljau- und Heringsfischerei vor den Lofoten veranlassten die norwegische Regierung, die Norwegische Nordmeerexpedition auszuschicken. Der Zoologe Georg Ossian Sars und der Meteorologe Henrik Mohn überzeugten das Innenministerium 1874, dass es kaum Erkenntnisse über die offene See im Nordmeer gäbe, und diese mittels Forschungsfahrten, ähnlich denen von Charles Wyville Thomson, gewonnen werden müssten. Die Sommer 1876 bis 1878 verbrachten sie auf der Vøringen im Seegebiet des Nordmeers. Die Ergebnisse dieser Expeditionen führten zur Publikation von Mohns Die Strömungen des Europäischen Nordmeeres, in dem dieser erstmals ein dynamisches Modell der Meeresströmungen aufstellte und darin sowohl Wind, (atmosphärische) Druckunterschiede, Meerwassertemperaturen und Salzgehalt integrierte. Er konnte damit erstmals begründete Aussagen über Tiefseeströmungen aufstellen.

### Schifffahrt
Die Küsten des Nordmeers sind dünn besiedelt, die Küsten des Arktischen Ozeans und seiner Randmeere hatten bis zum 20. Jahrhundert fast gar keine Einwohner. Schifffahrt gab es viele Jahrhunderte lang nur als Fisch- oder Walfang oder als Küstenschifffahrt. Obwohl das Meer die wichtigste innernorwegische Verkehrsroute war, waren die Schiffsbewegungen vergleichsweise spärlich. Mit der Hurtigruten gibt es seit dem späten 19. Jahrhundert eine Linienverbindung zwischen dem dicht besiedelten Süden Norwegens und den Küstengebieten Nordnorwegens, auf der zumindest ein Schiff täglich verkehrt. Bedeutung als Schifffahrtsroute gewann das Nordmeer vor allem durch den Ausbau der russischen beziehungsweise sowjetischen Kriegsmarine an der Barentssee und der besseren Einbindung der Häfen dort an das Hinterland. Der Weg durch das Nordmeer ist durch andere Seemächte weit schlechter zu kontrollieren als die anderen Seezugänge Russlands/der Sowjetunion zum Atlantik (Nordsee – Skagerrak – Kattegat – Ostsee oder Straße von Gibraltar – Mittelmeer – Bosporus – Schwarzes Meer).

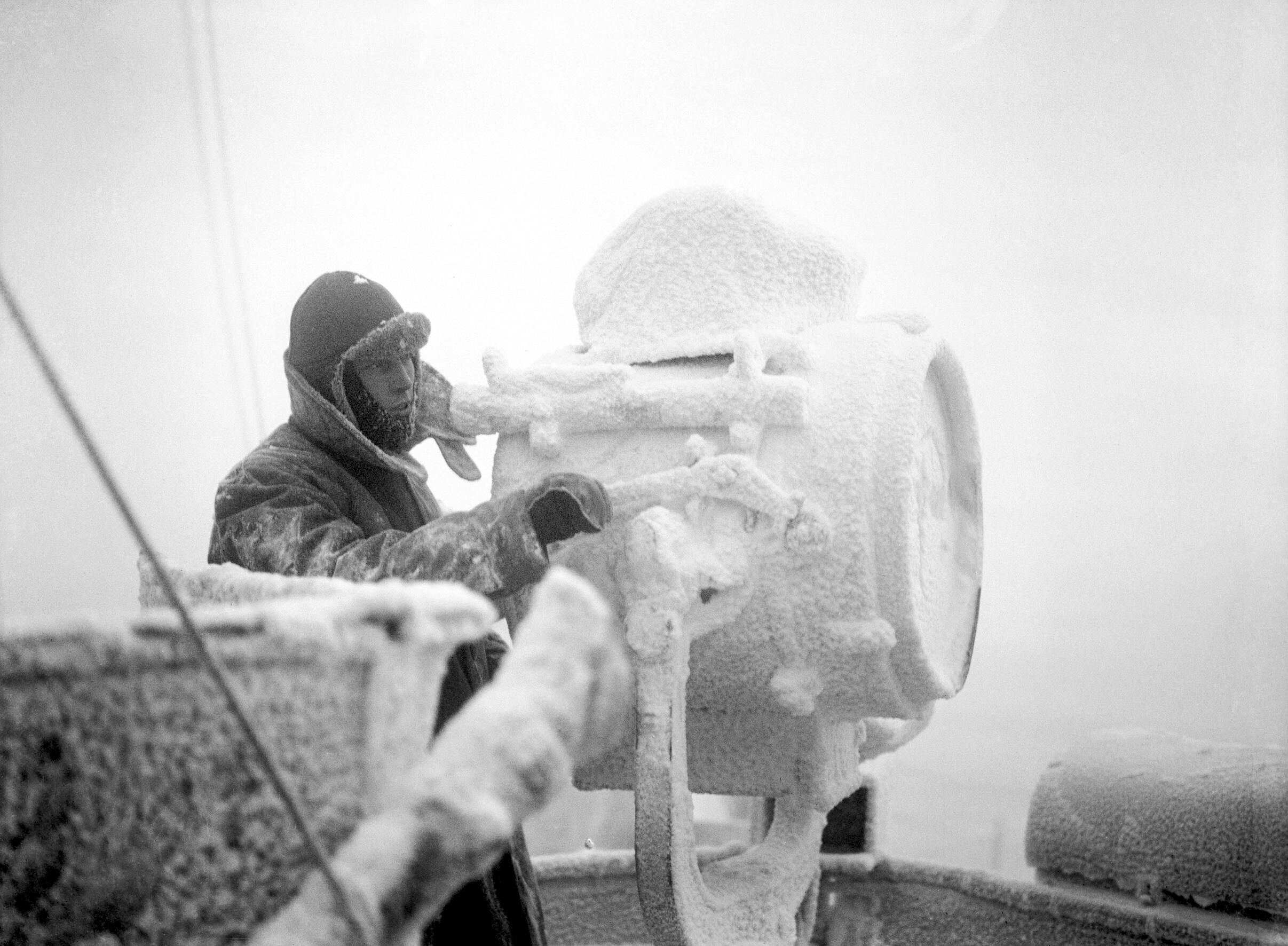
Sheffield während eines Winterkonvois durch das Nordmeer, 1941

Das Nordmeer bildet den direkten und eisfreien Weg aus dem Atlantik zu den russischen Häfen an der Arktis (Murmansk, Archangelsk, Kandalakscha). Dies gewann insbesondere im 20. Jahrhundert an Bedeutung, seitdem diese Häfen an das Hinterland angeschlossen sind und innerhalb Russlands Verkehrswege existieren. Militärisch bedeutsam war es im Zweiten Weltkrieg, als Versorgungskonvois aus den Vereinigten Staaten diese Strecke nutzten.
Während die Konvois im Sommer generell weiter weg von der norwegischen Küste durch die Grönlandsee fuhren, zwang das Packeis sie im Winter näher an Norwegen heran. Die wichtigen Gefechte der deutschen Marine gegen diese Konvois, vor allem Unternehmen Rösselsprung im Juli 1942, die Schlacht in der Barentssee im Dezember 1942 und das Seegefecht vor dem Nordkap im Dezember 1943 fanden meistens an der Grenze zwischen Nordmeer und Barentssee auf der Höhe des Nordkaps statt. Insgesamt liefen 811 Schiffe in den USA aus, von denen 720 in russischen Häfen ankamen. Ihre Ladung betrug insgesamt vier Millionen Tonnen, darunter 5000 Panzer und 7000 Flugzeuge. Die Alliierten verloren bei den Konvoifahrten 18 Kriegs- und 89 Handelsschiffe, die deutsche Marine verlor das Schlachtschiff Scharnhorst, drei Zerstörer, 38 U-Boote und viele Flugzeuge.

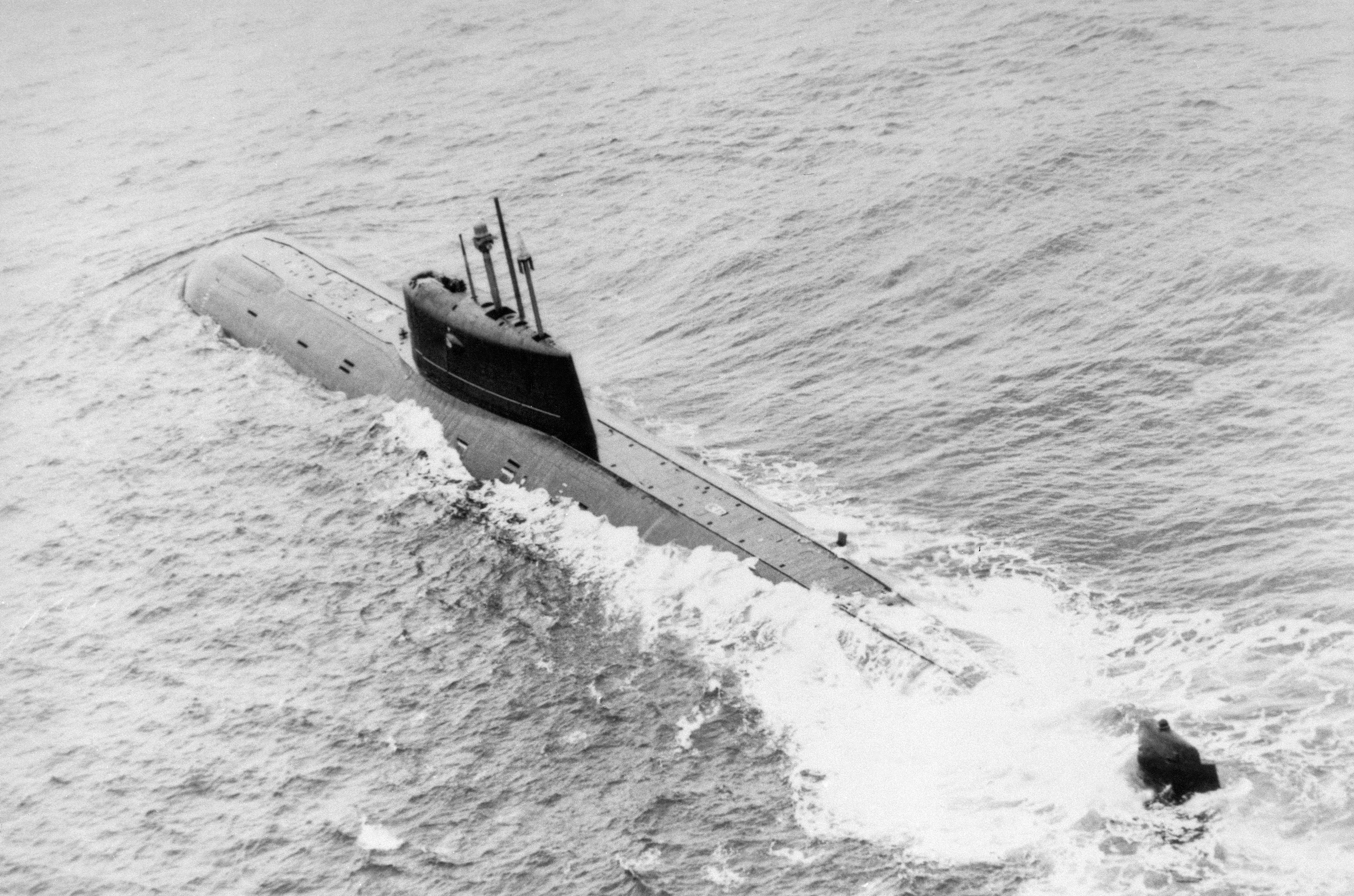
Sowjetisches Atom-U-Boot K-278 Komsomolez 1986

Zu Beginn des Kalten Kriegs waren die Beziehungen zwischen den Staaten eisig, die militärischen Planungen in Europa richteten sich vor allem auf Mitteleuropa auf das Gebiet um das Fulda Gap. Norwegen selbst, insbesondere die östlichen Teile, diente als Standort für Spionage und Überwachungsaktionen.
Erst als die Sowjetunion in den 1960ern und 1970ern begann, die Nordflotte massiv aufzustocken und zur größten der vier Teilflotten zu machen, nahm das Nordmeer wieder zunehmende strategische Bedeutung ein. Während sowohl NATO als auch sowjetische Marine das Nordmeer nicht permanent mit großen Schiffskontingenten besetzten, nahm es in der strategischen Planung beider Blöcke seit den 1970ern eine größere Rolle ein. Große gemeinsame Manöver der sowjetischen Marine von Nordflotte und Baltischer Flotte im Nordmeer verschafften dem Meer bei Teilen des Militärs den Namen Mare sovieticum. Einerseits war es das Einfallstor der sowjetischen Marine in den Atlantik und damit in Richtung USA, zum anderen lag ein großer Teil der sowjetischen Flotte in Murmansk, nur kurz hinter der Grenze Nordmeer/Barentssee. Um die eigene Flotte zu schützen, war es für sie notwendig, das Nordmeer verteidigen zu können.
Nachdem die NATO in den 1950ern noch einen Angriff auf Murmansk und die Zerstörung der sowjetischen U-Boote vorgesehen hatte, positionierte sie sich in späteren Jahrzehnten vorsichtiger. Das Hauptaugenmerk lag auf der G-I-UK-Lücke. Zur Sicherung des Atlantiks wurde SOSUS zur Erkennung von russischen U-Booten installiert. Mit dem Konzept der Vorwärtsverteidigung und dem damit einhergehenden CONMAROPS-Konzept der NATO plante diese seit den 1980ern wieder eine dauerhafte starke Präsenz im Nordmeer als Ausgangspunkt für einen Angriff auf die sowjetischen Häfen der Barentssee. Auch in Zeiten der Entspannungspolitik setzten intensive Katz-und-Maus-Spiele zwischen sowjetischen und NATO-Flugzeugen, Schiffen und vor allem U-Booten ein.
Überbleibsel des Kalten Krieges im Nordmeer ist das sowjetische Atom-U-Boot K-278 Komsomolez, das 1989 südwestlich der Bäreninsel sank. Sollte das im Inneren gelagerte radioaktive Material freigesetzt werden, könnte dies gravierende Auswirkungen auf Flora und Fauna haben.
Das Europäische Nordmeer ist Teil der Nordost-Passage für Schiffe von mitteleuropäischen Häfen nach Asien. Der Seeweg zwischen Europa und Asien (Rotterdam–Tokio) durch den Sueskanal beträgt 21.100 Kilometer, wohingegen die Route durch die Nordostpassage mit nur 14.100 Kilometern deutlich kürzer ist. Die Nordost- und die Nordwest-Passage waren Ende August 2008 erstmals gleichzeitig eisfrei.
In Zukunft wird Russland vermutlich die Offshore-Ölgewinnung in und an der Arktis stark ausbauen und das abgebaute Öl zumindest teilweise direkt mit Tankern weiter zu den Märkten in Europa und Amerika liefern. Den Planungen nach soll sich die Zahl der russischen Tankerbewegungen im nördlichen Nordmeer von 166 im Jahr 2002 auf 615 im Jahr 2015 steigern, wobei sich die Größe der eingesetzten Tanker ungefähr verdreifachen soll.

### Erdgas

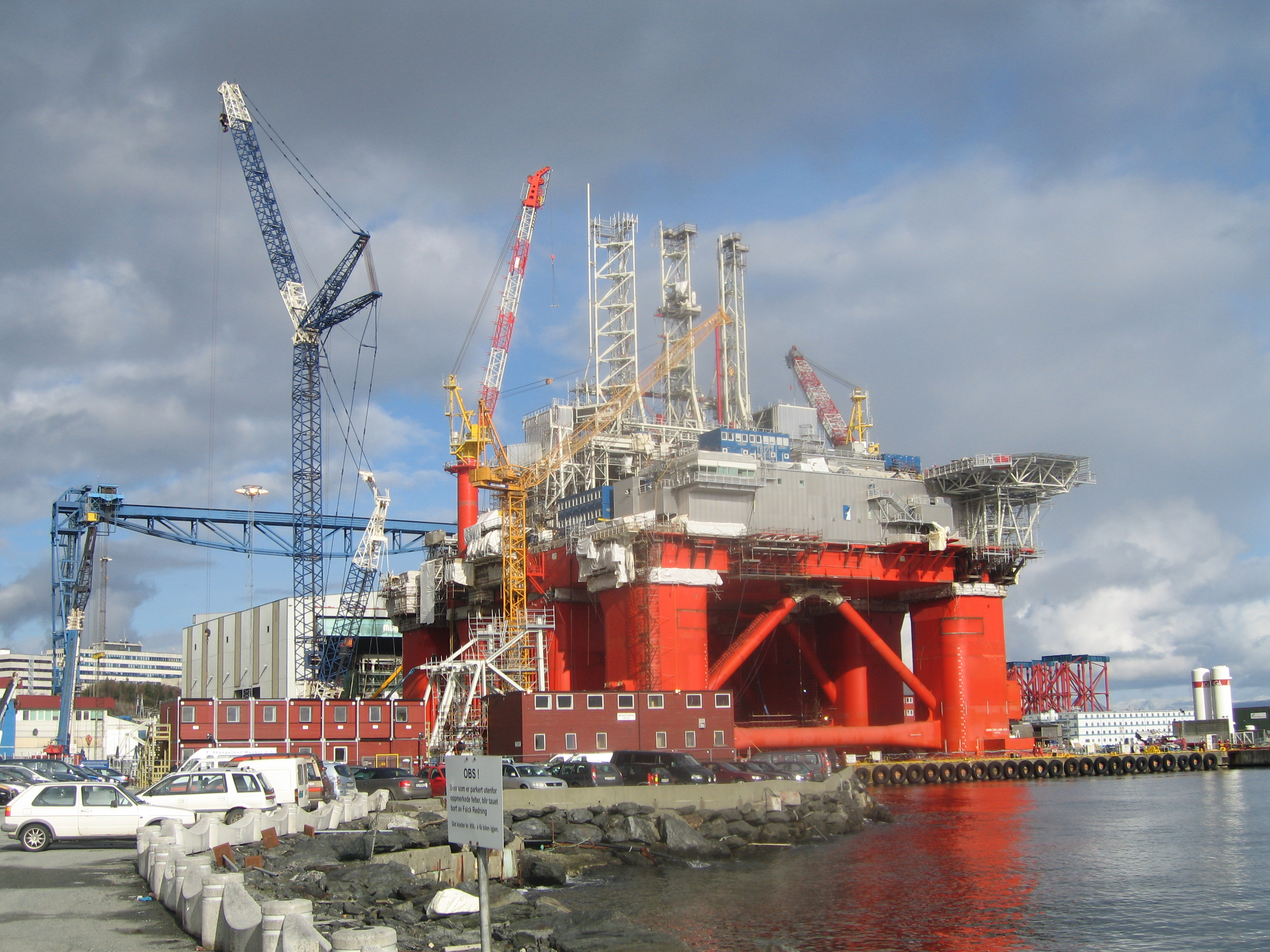
Aker Spitzbergen, vorgesehen für den Bohreinsatz im Nordmeer

Die Stelle der wichtigsten Rohstoffe aus dem Nordmeer nehmen nicht mehr Fische, sondern mittlerweile Erdöl und vor allem Erdgas ein. Die Felder unter dem Nordmeer sind noch kaum erschlossen, gelten jedoch als ergiebig und könnten noch für Jahrzehnte Erdgas liefern. Da Norwegen bereits in der Nordsee umfangreiche Erfahrungen mit der Erdöl- und Erdgasförderung und ihrer Regulierung gewonnen hatte, gab es wenige politische und ökonomische Probleme, als 1993 das erste Ölfeld im Nordmeer die Produktion aufnahm. 2001 folgte mit dem Gasfeld Huldra in der Nordsee an der Grenze zum Nordmeer eine wichtige Förderstätte für den wahrscheinlich wichtigsten Rohstoff des Nordmeers.
Technische Herausforderungen sind vor allem das noch schlechter für Offshorearbeiten geeignete Wetter als in der Nordsee und die bedeutend größeren Wassertiefen. Während das Flachwasser bis 500 Meter Wassertiefe gut erschlossen ist und einen ähnlichen Erschließungsgrad wie die Nordsee aufweist, sind die Bohrungen in tieferen Lagen erst in ihrer Anfangsphase. Bohrungen in mehr als 500 Meter Wassertiefe gibt es seit 1995, wobei aber erst wenige Gasfelder den kommerziellen Betrieb aufgenommen haben. Wichtigstes Projekt zurzeit ist Ormen Lange, das seit 2007 kommerziell produziert. In ihm werden die Gasvorräte auf 1,4 × 1013 Kubikfuß geschätzt. Nach dem Troll-Gasfeld in der Nordsee könnte es damit das wichtigste norwegische Gasfeld werden. Angebunden ist es mit der Langeled-Pipeline, der derzeit längsten Unterwasser-Pipeline der Welt, an das Sleipnir-Feld in der Nordsee und damit an das Pipelinenetz zwischen den verschiedenen Nordseeanrainern. Mehrere andere Gasfelder befinden sich ebenfalls in der Entwicklung. Eine besondere Herausforderung stellt dabei das Kristin-Gasfeld dar, in dem der Gasdruck fast identisch mit dem Druck ist, bei dem das umgebende Gestein splittert, was immer wieder zu Verzögerungen und Problemen führt.